# Спейс Шаттл
«Спейс Шаттл» (англ. Space Shuttle, або «Спейс Шатл», також «Космічний човник» або «Космічний човен») — система частково багаторазових низькоорбітальних космічних кораблів, яку з 1981 по 2011 рік експлуатувало Національне управління США з аеронавтики і дослідження космічного простору (НАСА) в рамках програми «Спейс Шаттл». Нині система виведена з експлуатації.
Космічні кораблі цього типу в українській мові називають спейс-шатл або просто шатл. Слід зауважити, що, згідно з Українським правописом 2019 року, у назві системи або програми «Спейс Шаттл» слово Шаттл, оскільки це власна назва, пишемо з великої літери і з подвоєною Т, а в назві типу космічного корабля, оскільки це загальна назва, — з маленької і з однією Т: шатл.
Офіційна назва системи — Space Transportation System (STS, англ. «Космічна транспортна система»). Уперше вона згадується в плані 1969 року щодо розробки системи багаторазових космічних кораблів, складеному під керівництвом віцепрезидента США Спіро Агню. Це був єдиний пункт, який передбачав фінансування розробки, оскільки розробка теж згадуваного в плані «ядерного шатла» була скасована.
Перший із чотирьох орбітальних випробувальних польотів (STS-1) відбувся в 1981 році, а експлуатаційні польоти (STS-5) розпочалися в 1982 році. У період з 1981 по 2011 рік були побудовані п'ять повноцінних кораблів-носіїв «Спейс Шаттл», які здійснили 135 польотів. Вони стартували з Космічного центру імені Кеннеді у Флориді. Під час експлуатаційних місій шатли виводили на орбіту численні супутники, міжпланетні зонди, космічний телескоп «Габбл», обладнання для проведення наукових експериментів на орбіті, а також брали участь у програмі «Мир — Шаттл» разом із Росією і в будівництві й обслуговуванні Міжнародної космічної станції (МКС). Загальна тривалість польотів шатлів склала 1323 дні.
«Спейс Шаттл» складався з орбітального апарата (Orbiter Vehicle, OV), обладнаного трьома головними двигунами RS-25 компанії Rocketdyne, пари твердопаливних ракетних прискорювачів (SRB) багаторазового використання та одноразового зовнішнього бака (ET), який містив рідкий водень і рідкий кисень. «Спейс Шаттл» запускався у вертикальному положенні, як звичайна ракета, з двома прискорювачами по боках, які працювали одночасно з трьома основними двигунами орбітального корабля, живлячись від зовнішнього бака. Прискорювачі скидалися до того, як апарат досягав орбіти, і далі шатл продовжував політ на своїх головних двигунах. Зовнішній бак скидався пізніше, після відключення головних двигунів і безпосередньо перед виходом на орбіту, який здійснювався за допомогою двох двигунів Системи орбітального маневрування (OMS) орбітального апарата. Після завершення місії орбітальний апарат вмикав двигуни OMS, сходив з орбіти і входив в атмосферу. На етапі прольоту скрізь атмосферу орбітальний апарат захищався від надмірної температури за допомогою керамічних плиток системи термозахисту. Він планерував як орбітальний літак і сідав на злітно-посадковій смузі — як правило, на Посадковому майданчику для шатлів у Космічному центрі імені Кеннеді у Флориді або на сухому озері Роджерс на авіабазі Едвардс у Каліфорнії. Якщо посадка відбувалася в Едвардсі, орбітальний корабель повертався до Космічного центру імені Кеннеді на «спині» літака Boeing 747, спеціально переобладнаного для перевезення шатлів.
Перший орбітальний корабель, «Ентерпрайз», був побудований у 1976 році. Його використовували для випробувань зближення й посадки (ALT), але він не був призначений для виведення на орбіту. Спочатку було побудовано чотири повністю працездатних орбітальних кораблі: «Колумбія», «Челленджер», «Діскавері» та «Атлантіс». З них два були втрачені в результаті аварій під час польотів: у 1986 році сталася катастрофа шатла «Челленджер», а у 2003-му «Колумбія» загинула під час повернення з орбіти. Загалом загинуло 14 астронавтів. П'ятий діючий (і шостий загалом) орбітальний корабель «Індевор» був побудований у 1991 році на заміну «Челленджеру». Після STS-135, останнього польоту «Атлантіса», який відбувся 21 липня 2011 року в рамках програми «Спейс Шаттл», три вцілілі робочі кораблі були виведені з експлуатації, і аж до запуску місії Crew Dragon Demo-2 у травні 2020 року США були змушені доставляти своїх астронавтів на МКС, купуючи місця на російських космічних кораблях «Союз».

## Проєктування й розробка

### Історичні передумови
Наприкінці 1930-х років німецький уряд розпочав проєкт Amerikabomber — реалізацію ідеї Ойґена Зенґера та математикині Ірен Бредт, яка полягала у створенні крилатої ракети під назвою Silbervogel (нім. «срібний птах»). У 1950-х роках Повітряні сили США запропонували використовувати для виконання військових операцій, як-от розвідка, супутникові атаки та ураження зброєю класу «повітря — земля», багаторазовий пілотований планер.
Наприкінці 1950-х років Повітряні сили США почали розробку частково багаторазового літака Boeing X-20 Dyna-Soar. Повітряні сили працювали над Dyna-Soar разом із з НАСА і в червні 1961 року розпочали підготовку шести пілотів. Через зростання вартості розробки і той факт, що пріоритетнішою вважалася програма «Джеміні», у грудні 1963 року програма розробки Dyna-Soar була скасована. На додаток до програми Dyna-Soar, у 1957 році Повітряні сили провели дослідження можливості багаторазового використання прискорювачів. Це стало основою для повітряно-космічного літака — повністю багаторазового космічного корабля, розробка якого який так і не просунулася далі початкової фази проєктування в 1962—1963 роках.
Починаючи з початку 1950-х років, НАСА і Повітряні сили США сумісно розробляли несні корпуси для випробування літаків, які створювали підіймальну силу фюзеляжем, а не крилами, і випробували літаки NASA M2-F1, Northrop M2-F2, Northrop M2-F3, Northrop HL-10, Martin Marietta X-24 та Martin Marietta X-24B. У рамках програми було протестовано їхні аеродинамічні характеристики. Згодом ці наробітки втілилися в конструкції космічного корабля «Спейс Шаттл», зокрема приземлення без двигунів з великої висоти і з високою швидкістю.

### Процес проєктування
24 вересня 1966 року, коли проєктувальні роботи в рамках космічної програми «Аполлон» наближалися до завершення, НАСА і Повітряні сили США опублікували спільне дослідження, у якому дійшли висновку, що для задоволення їхніх майбутніх потреб потрібен новий транспортний засіб і що найбільш економічно ефективним рішенням буде частково багаторазова система. 10 серпня 1968 року керівник Управління пілотованих космічних польотів НАСА Джордж Мюллер оприлюднив план створення корабля багаторазового використання. 30 жовтня 1968 року НАСА опублікувало запит на пропозицію (RFP) щодо проєктування «об'єднаного апарата для запуску й посадки» (ILRV). Замість того щоб віддавати весь контракт одному переможцю на основі початкових пропозицій, НАСА оголосило про поетапний підхід до укладання контрактів і розробки «космічного човна»:
- Фаза А — запит на дослідження, виконані конкуруючими аерокосмічними компаніями.
- Фаза В — змагання між двома підрядниками за конкретні контракти.
- Фаза С — проєктування деталей компонентів космічного човна.
- Фаза D — виробництво космічного човна[24][25].

Щоб визначити оптимальну конструкцію багаторазового космічного корабля, у грудні 1968 року НАСА створило Робочу групу з розробки космічного човна (Space Shuttle Task Group) і уклало контракти на проведення досліджень із компаніями General Dynamics, Lockheed, McDonnell Douglas і North American Rockwell. У липні 1969 року Робоча група з розробки космічних човнів опублікувала звіт, у якому зазначалося, що «Шаттл» буде здатен здійснювати короткочасні пілотовані місії та підтримувати роботу космічної станції, а також матиме можливості із запуску, обслуговування й повернення супутників. У звіті також було визначено три класи майбутніх багаторазових шатлів:
- Клас I — багаторазовий орбітальний корабель, встановлений на одноразових прискорювачах.
- Клас II мав використовувати кілька одноразових ракетних двигунів і один бак із паливом («півтора ступеня»).
- Клас III — багаторазовий орбітальний корабель із багаторазовим прискорювачем.

У вересні 1969 року Космічна цільова група під керівництвом віцепрезидента США Спіро Агню опублікувала звіт, у якому закликала розпочати розробку космічного човна для доставки людей і вантажів на низьку навколоземну орбіту (ННО), розгінного блока для переміщення між навколоземними й навколомісячними орбітами, а також багаторазового ядерного розгінного блоку для далеких космічних польотів.
Після оприлюднення звіту робочої групи з розробки багаторазових космічних кораблів чимало аерокосмічних інженерів віддали перевагу повністю багаторазовій конструкції (Класу III) з огляду передбачувану економію витрат на обладнання. Максим Фаже, інженер НАСА, який працював над розробкою капсули для космічної програми «Меркурій», запатентував проєкт двоступеневої повністю відновлюваної системи з прямокрилим орбітальним апаратом, установлюваним на більшому прямокрилому прискорювачі. Лабораторія динаміки польоту Повітряних сил (Air Force Flight Dynamics Laboratory) стверджувала, що прямокрила конструкція не витримає високих теплових та аеродинамічних навантажень під час входу в атмосферу і не забезпечить необхідної дальності польоту. Крім того, Повітряні сили вимагали більшої вантажопідйомності, ніж передбачала конструкція, запропонована Фаже. У січні 1971 року керівництво НАСА і Повітряні сили вирішили, що оптимальною конструкцією для «Спейс Шаттла» буде багаторазовий орбітальний корабель із дельтаподібним крилом, встановлений на одноразовий бак із паливом.
Визначивши потребу в багаторазовому космічному кораблі великої вантажопідйомності, НАСА і Повітряні сили сформулювали вимоги до конструкції для своїх відповідних служб. Повітряні сили планували запускати за допомогою «Спейс Шаттла» важкі супутники і тому вимагали, щоб він був здатний виводити 29 000 кг на низьку навколоземну орбіту, якщо запуск здійснюється в східному напрямку, або 18 000 кг — на полярну орбіту. Проєкти супутників вимагали також, щоб шатл мав відсік для корисного вантажу розміром 4,6 на 18 м. НАСА оцінило двигуни F-1 і J-2 ракет «Сатурн» і визначило, що вони не відповідають вимогам програми «Спейс Шаттл». У липні 1971 року НАСА уклало з компанією Rocketdyne контракт на початок розробки двигуна RS-25. 
НАСА розглянуло 29 потенційних конструкцій космічних човнів і вирішило, що слід зупинитися на конструкції з двома бічними прискорювачами, а самі прискорювачі повинні бути багаторазовими, щоб зменшити витрати. НАСА і Повітряні сили вирішили використовувати ракети-носії із твердопаливними ракетними двигунами, оскільки вони дешевші і їх легше переобладнати для повторного використання після приводнення в океані. У січні 1972 року президент Річард Ніксон схвалив проєкт «Спейс Шаттл», а в березні НАСА ухвалило рішення про його остаточну конструкцію.
Відповідальність за розробку головного двигуна «Спейс Шаттл» (SSME) покладалася на компанію Rocketdyne. У квітні 1971 року оновлені специфікації SSME були представлені Rocketdyne, а в липні того ж року був опублікований контракт. У серпні того ж року НАСА віддало контракт на будівництво орбітального корабля компанії North American Rockwell. У серпні 1973 року контракт на зовнішній бак отримала компанія Martin Marietta, а в листопаді контракт на твердопаливний прискорювач відійшов компанії Morton Thiokol.

### Розвиток концепції

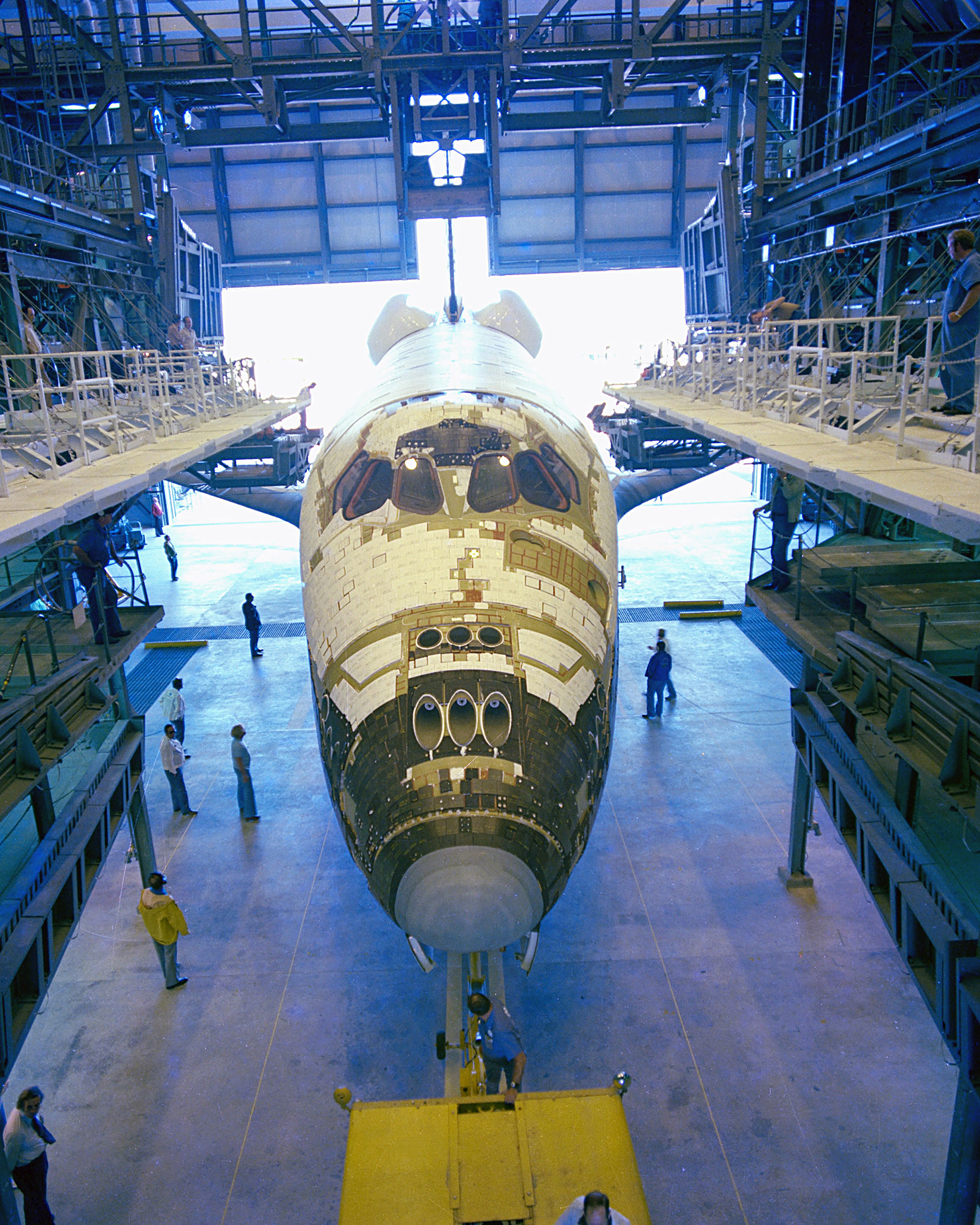
На «Колумбії» монтують термозахисні керамічні плитки.

4 червня 1974 року компанія Rockwell розпочала будувати перший орбітальний корабель із позначенням OV-101, названий спершу «Конституція», але пізніше перейменований на «Ентерпрайз». Він призначався для випробувань і тому не мав двигунів і теплозахисту. Будівництво було завершено 17 вересня 1976 року, після чого «Ентерпрайз» перевезли на авіабазу Едвардс для випробувань.
Rockwell сконструювала Стенд для випробування основних двигунів шатлів (MPTA-098), який являв собою структурну ферму, змонтовану на бічному прискорювачі з трьома приєднаними двигунами RS-25. У Національній лабораторії космічних технологій (NSTL) «Ентерпрайз» пройшов випробування, які мали підтвердити, що його двигуни здатні безпечно пройти всю процедуру запуску. Щоб визначити вплив аеродинамічних і термічних навантажень під час запуску та входження в атмосферу, компанія Rockwell провела механічні й термічні перевірки на Стенді для випробування на міцність (STA-099).
Початок розробки RS-25, багаторазового головного двигуна космічного шатла з дроселюванням, затримався на дев'ять місяців, упродовж яких компанія Pratt & Whitney оскаржувала контракт, виданий компанії Rocketdyne. Виробництво першого двигуна було завершено в березні 1975 року після роз'язання всіх проблем із його розробкою. Під час випробувань RS-25 зазнав численних відмов сопел; крім того, зламалися лопатки турбіни. Попри проблеми під час випробувань, у травні 1978 року НАСА замовило дев'ять двигунів RS-25 для трьох орбітальних кораблів, що будувалися.
Значними затримками супроводжувалася розробка Системи теплового захисту космічних шатлів. У попередніх космічних кораблях НАСА використовувалися абляційні теплозахисні екрани, але вони не допускали повторного використання. НАСА вирішило використовувати для теплового захисту керамічні плитки: завдяки ним шатл можна було побудувати з легкого алюмінію, а плитки за потреби заміняти окремо. 27 березня 1975 року розпочалося будівництво «Колумбії», а 25 березня 1979 року шатл був доставлений у Космічний центр імені Кеннеді (KSC). На момент його прибуття залишалося встановити ще 6000 з 30 000 плиток. Однак багато зі встановлених раніше плиток довелося замінити; на це пішло ще два роки монтажу, перш ніж «Колумбія» змогла злетіти.
5 січня 1979 року НАСА ввело в експлуатацію другий орбітальний апарат. Пізніше того ж місяця компанія Rockwell почала перетворювати STA-099 на OV-099; пізніше цей шатл дістав назву «Челленджер». 29 січня 1979 року НАСА замовило ще два орбітальних апарати, OV-103 і OV-104, які дістали назви «Діскавері» та «Атлантіс». У лютому 1982 року почалося будівництво OV-105, пізніше названого «Індевор», але в 1983 році НАСА вирішило обмежити флот шатлів чотирма орбітальними кораблями. Однак у вересні 1987 року, після катастрофи «Челленджера», НАСА відновило виробництво «Індевора».

### Випробування

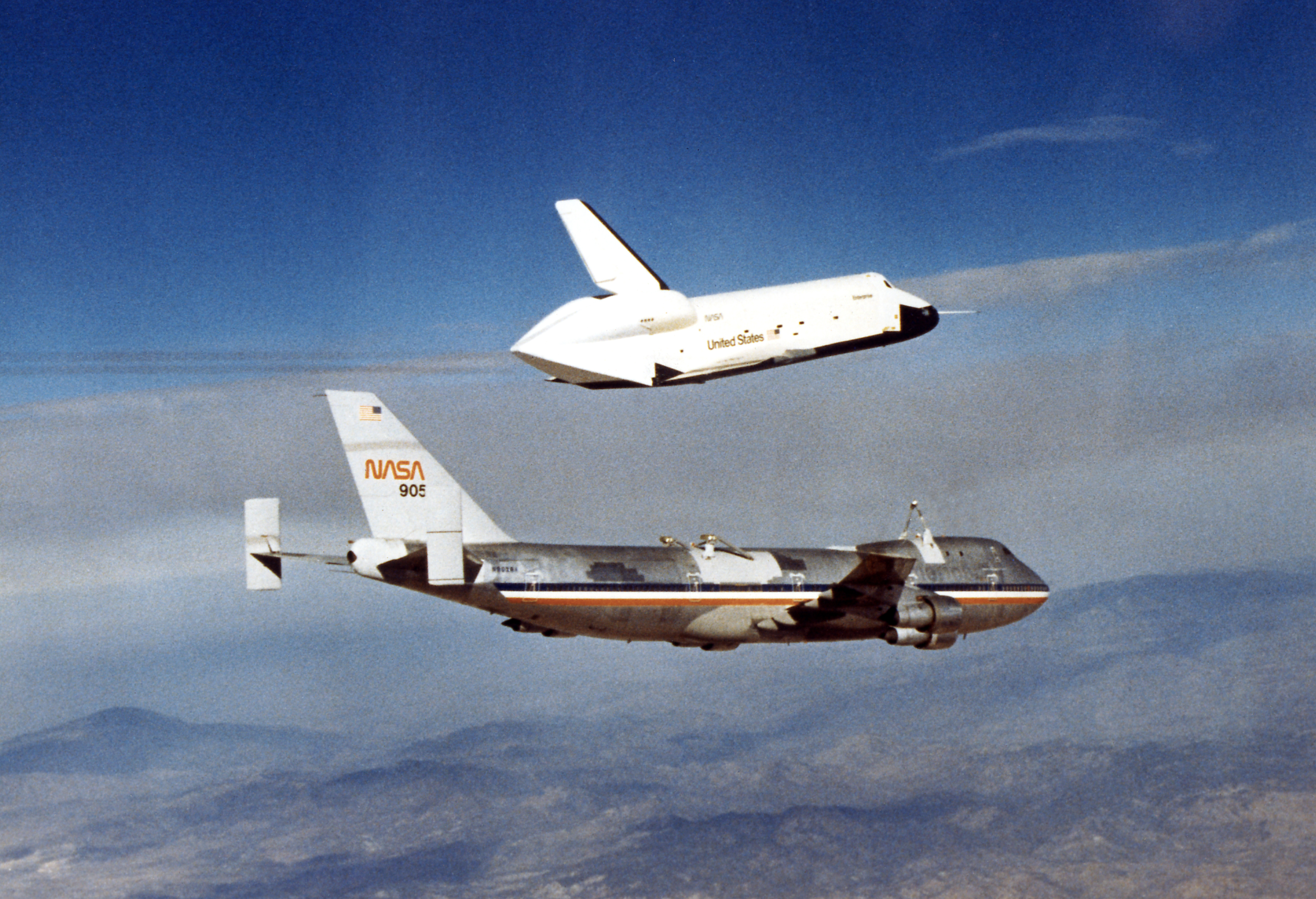
«Ентерпрайз» злітає з літака-носія шатлів для проведення.

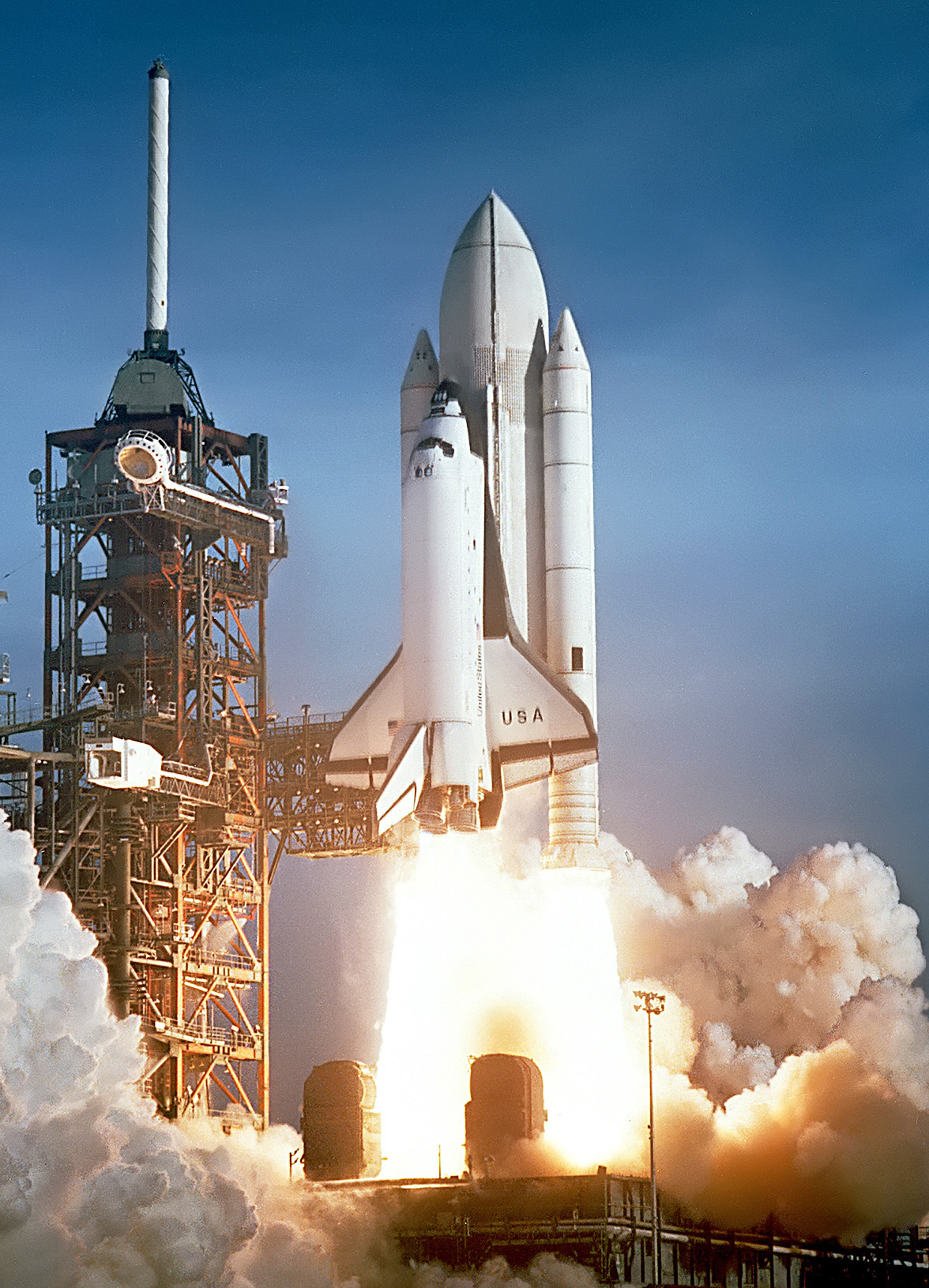
Шатл «Колумбія» під час першого польоту за програмою «Спейс Шаттл» (STS-1).

Після прибуття на авіабазу Едвардс «Ентерпрайз» пройшов льотні випробування на літаку-носії шатлів — Boeing 747, спеціально переобладнаному для перевезення орбітальних кораблів. У лютому 1977 року «Ентерпрайз» розпочав випробування із заходження на посадку та приземлення (ALT): він пройшов випробування без відділення, під час яких він залишався прикріпленим до літака впродовж усього польоту. 12 серпня 1977 року «Ентерпрайз» пройшов своє перше випробування в режимі планерування, під час якого відокремився від літака-носія і приземлився на авіабазі Едвардс. 13 березня 1978 року, після чотирьох додаткових польотів, «Ентерпрайз» перевезли до Центру космічних польотів імені Маршалла (MSFC). «Ентерпрайз» пройшов вібровипробування в рамках наземного тесту на вертикальну вібрацію: шатл, прикріплений до зовнішнього бака і твердопаливних ракетних прискорювачів, піддали вібрації, яка імітувала навантаження під час запуску. У квітні 1979 року «Ентерпрайз» доставили в Космічний центр імені Кеннеді (KSC), де до нього приєднали зовнішній бак і твердопаливні прискорювачі, і перемістили на стартовий майданчик LC-39. Після встановлення шатла на стартовому майданчику було здійснено перевірки правильності позиціонування обладнання стартового комплексу. У серпні 1979 року «Ентерпрайз» повернули до Каліфорнії, де використовували для побудови Стартового комплексу № 6 авіабази Повітряних сил Ванденберг. 
24 листопада 1980 року «Колумбію» з'єднали із зовнішнім баком і твердопаливними прискорювачами, а 29 грудня — перемістили на стартовий майданчик LC-39. Її перший політ, STS-1, став першим випадком в історії НАСА, коли перший політ космічного корабля, який ще ніколи не літав у космос, був пілотованим. 12 квітня 1981 року відбувся перший запуск космічного корабля «Спейс Шаттл», який пілотували Джон Янг і Роберт Кріппен. Під час дводенної місії вони протестували обладнання на борту шатла і виявили, що від верхньої частини «Колумбії» відпали кілька керамічних плиток. НАСА у співпраці з Повітряними силами зробило супутникові фотографії нижньої частини «Колумбії» і визначило, що пошкоджень не було. 14 квітня «Колумбія» увійшла в атмосферу і приземлилася на авіабазі Едвардс.
У 1981 і 1982 роках НАСА провело три додаткові випробувальні польоти «Колумбії». 4 липня 1982 року місія STS-4, пілотована Кеном Маттінглі та Генрі Гартсфілдом, приземлився на бетонну злітно-посадкову смугу на авіабазі Едвардс. Президент США Рональд Рейган і його дружина Ненсі зустріли екіпаж і виголосили промову. Після STS-4 НАСА оголосило, що Космічна транспортна система (STS) введена в експлуатацію.

## Опис
«Спейс Шаттл» був першим діючим орбітальним космічним кораблем, призначеним для багаторазового використання. Кожен орбітальний корабель «Спейс Шаттл» був розрахований на 100 запусків або десять років експлуатації; пізніше цей термін було подовжено. Під час запуску він складався з орбітального корабля, який ніс екіпаж і корисний вантаж, зовнішнього бака і двох твердопаливних прискорювачів.
Відповідальність за компоненти шатлів була розподілена між кількома випробувальними центрами НАСА:
- Космічний центр імені Кеннеді відповідав за запуск, посадку і розворот на екваторіальних орбітах (це фактично єдиний профіль орбіти, який використовувався в програмі).
- Повітряні сили США на авіабазі Ванденберг відповідали за запуск, посадку і розворот на полярних орбітах (хоча вони жодного разу не використовувалися).
- Космічний центр імені Джонсона слугував центральним пунктом для всіх операцій, пов'язаних із шатлами.
- Центр космічних польотів імені Маршалла відповідав за головні двигуни, зовнішній бак і твердопаливні прискорювачі.
- Космічний центр імені Джона Стенніса проводив випробування головних двигунів.
- Центр космічних польотів імені Ґоддарда керував глобальною мережею стеження.

### Орбітальний корабель «Спейс Шаттл»

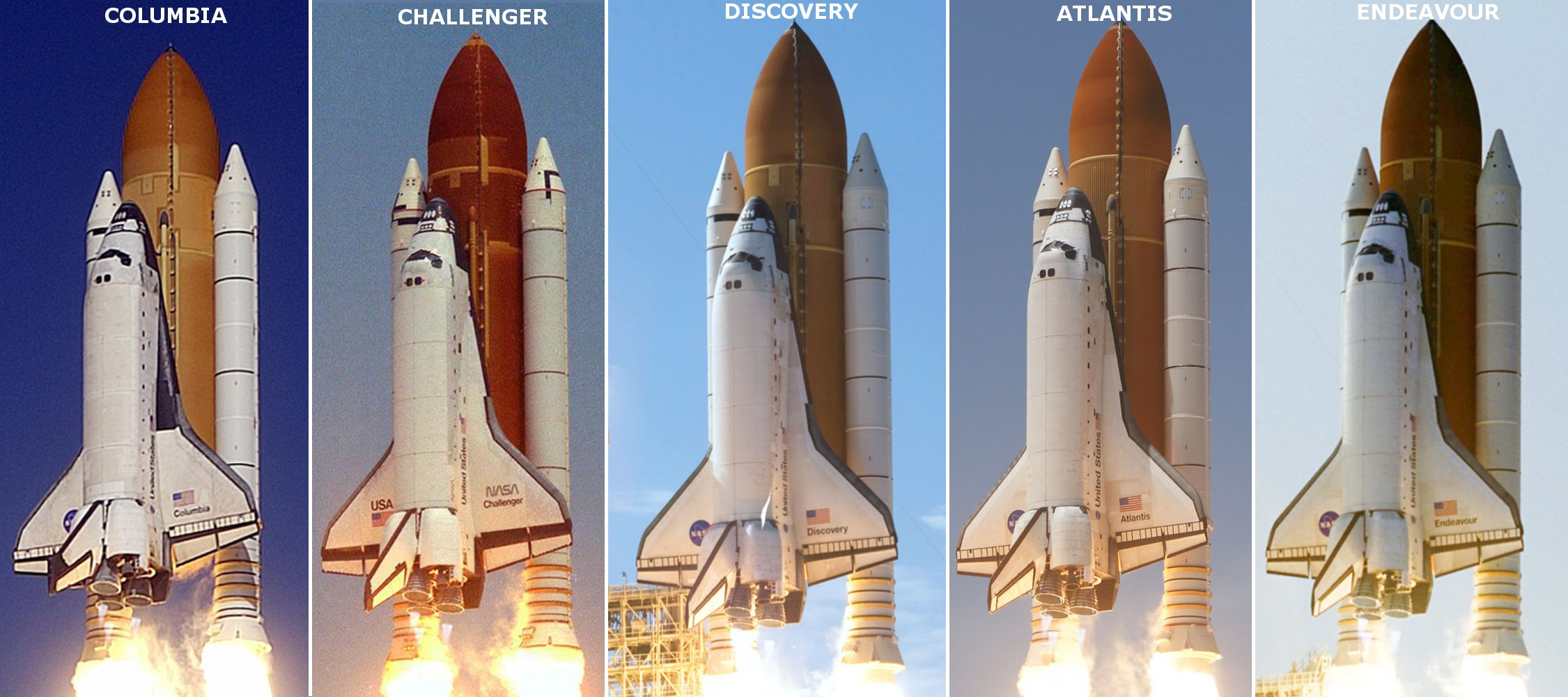
Кораблі «Спейс Шаттл», зліва направо: «Колумбія», «Челленджер», «Діскавері», «Атлантіс», «Індевор».

Орбітальний корабель мав конструктивні елементи і можливості як ракети, так і літака, що давало йому змогу злітати вертикально, а приземлятися як планер. Його фюзеляж складався з трьох частин: кабіна екіпажу, вантажного відсіку, двигунів; до нього кріпилися польотні поверхні. У задній частині орбітального корабля містилися головні двигуни «Спейс Шаттл» (SSME), які забезпечували тягу під час запуску, а також Система орбітального маневрування (OMS), за допомогою якої орбітальний корабель виходив на орбіту, маневрував на ній та сходив з неї, коли перебував у космосі. Його подвійні дельтаподібні крила мали довжину 18 м і були розгорнуті на 81° по внутрішній передній кромці і на 45° по зовнішній передній кромці. Кожне крило мало внутрішній і зовнішній елевони, які забезпечували керування польотом під час входу в атмосферу, а також закрилки, розташовані між крилами, під двигунами, для керування кутом нахилу. Вертикальний стабілізатор орбітального корабля був відхилений назад на 45° і містив кермо, яке було здатне розділятися і діяти як аеродинамічне гальмо. Вертикальний стабілізатор містив також двокомпонентну парашутну систему для гальмування орбітального корабля після приземлення. В орбітальному кораблі використовувалося висувне шасі: одне носове і два основні, кожне на двох шинах. Основні шасі містили по дві гальмівні установки, а носове — електрогідравлічний рульовий механізм.

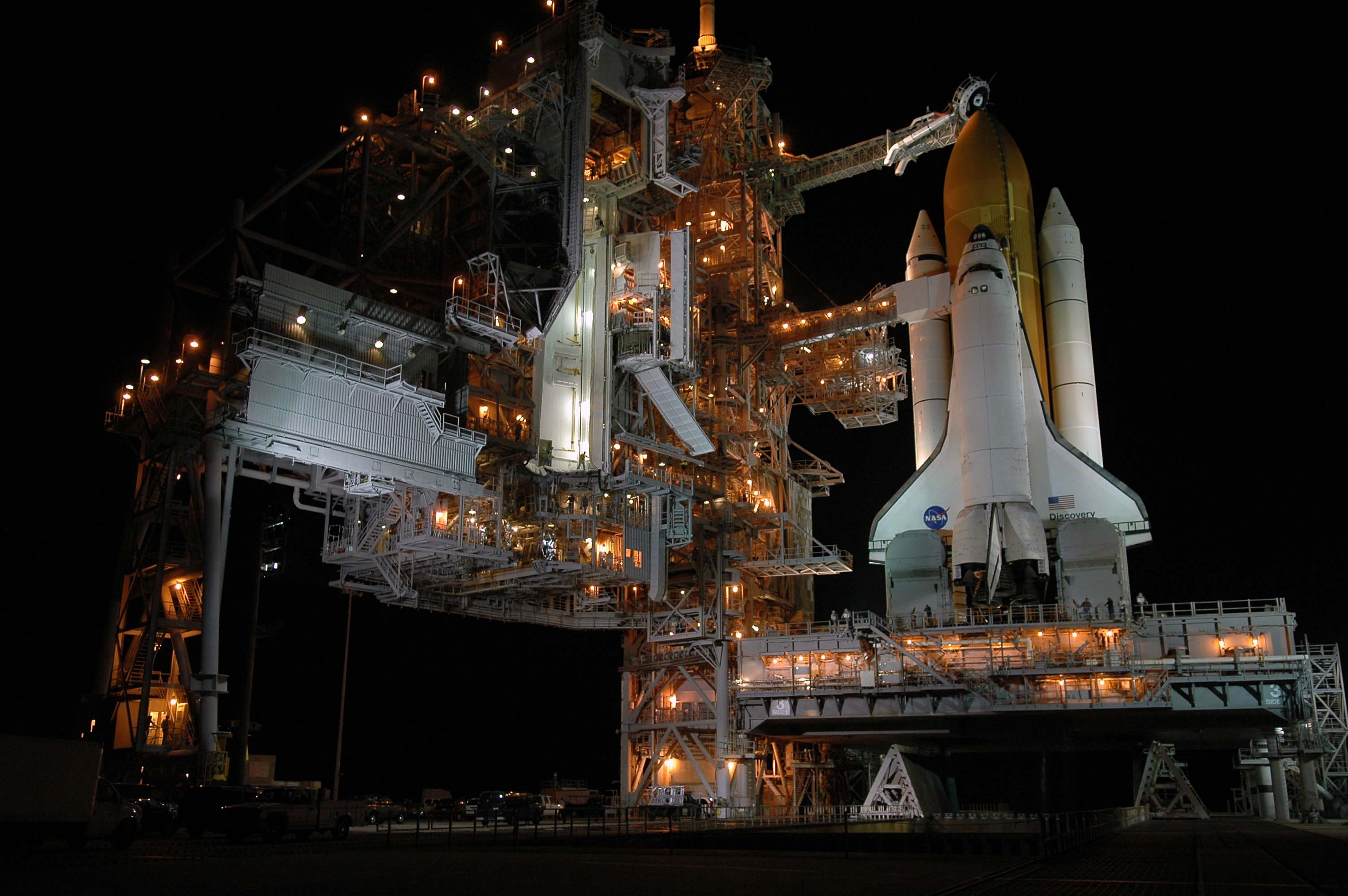
Шатл «Діскавері» в ніч на 12 липня 2005 року перед стартом місії STS-114.

Шатл запускався в космос за допомогою ракети-носія, здійснював маневри на орбіті як космічний корабель і сідав як планер. Довжина спейс-шатла — 32,2 м, розмах крил — 23,8 м.
Загалом з 1975 по 1991 рік було побудовано п'ять орбітальних кораблів:
- «Колумбія» (згорів в атмосфері Землі на етапі входження в атмосферу у 2003 році)
- «Челленджер» (вибухнув на старті у 1986 році)
- «Діскавері» (знятий з експлуатації у 2011 році)
- «Атлантіс» (знятий з експлуатації у 2011 році, на чому програму човників було закрито)
- «Індевор» (знятий з експлуатації у 2011 році)

#### Екіпажі «Спейс Шаттлів»
Екіпажі «Спейс Шаттлів» були різні залежно від місії. Щоб відповідати кваліфікаційним вимогам до своїх ролей, члени екіпажів проходили суворі тестування й тренування. Їх поділяли на три на три категорії:
- пілоти
- спеціалісти місії
- спеціалісти з корисного вантажу.

Пілоти поділялися на дві ролі: командири космічних кораблів і пілоти космічних кораблів. У випробувальних польотах брали участь лише два члени екіпажу, командир і пілот; це були кваліфіковані пілоти, здатні підняти й посадити орбітальний корабель. Операції на орбіті, як-от експерименти, розгортання корисного вантажу і виходи у відкритий космос, проводили переважно спеціалісти місії, спеціально підготовлені для виконання запланованих місій і роботи з відповідними системами. На початку програми «Спейс Шаттл» НАСА відправляло в польоти спеціалістів із корисного вантажу — як правило, вони були системними спеціалістами, які працювали на компанію, що оплачувала розгортання корисного вантажу або операції з його виведення на орбіту. Останній спеціаліст із корисного вантажу, Грегорі Джарвіс, літав на STS-51-L, а в подальших місіях астронавти, які не були пілотами, призначалися спеціалістами місії. На STS-51-C і STS-51-J один астронавт летів як бортінженер, виконуючи функції військового представника корисного вантажу Національного розвідувального управління США. Екіпаж «Спейс Шаттла» зазвичай складався із семи астронавтів, але в одній із місій, STS-61-A, — з восьми.

#### Відсік екіпажу
Відсік екіпажу складався з трьох палуб і був герметичною, придатною для проживання зоною на всіх місіях «Спейс Шаттл». Льотна палуба складалася з двох місць для командира і пілота, а також додаткових місць для членів екіпажу (від двох до чотирьох). Середня палуба розташовувалася під польотною палубою, де були встановлені кухня і спальні місця екіпажу, а також три-чотири сидіння для членів екіпажу. На середній палубі містився шлюзовий відсік, який підтримував двох астронавтів під час виходів у відкритий космос, а також забезпечував доступ до герметичних дослідних модулів. Під середньою палубою розташовувався відсік для обладнання, у якому зберігалися системи контролю навколишнього середовища та утилізації відходів.
У перших чотирьох польотах, під час підйому і спуску, астронавти шатлів вдягали модифіковані висотні костюми повного тиску, які використовувалися Повітряними силами США і були обладнані шоломом повного тиску. Починаючи з 5-го польоту, STS-5, і аж до катастрофи «Челленджера» у 1986 році екіпаж вдягав цільні світло-блакитні скафандри з номексу і шоломи часткового тиску. Після катастрофи «Челленджера» члени екіпажу вдягали так звані «костюми для злету й посадки» (LES) — висотні скафандри під частковим тиском із шоломом. У 1994 році LES був замінений на повнотисковий «Удосконалений рятувальний костюм для екіпажу» (ACES), який підвищив безпеку астронавтів на випадок аварійних ситуацій. На шатлі «Колумбія» для випробувань зближення й посадки і перших чотирьох місій використовували крісла для катапультування на нульовій швидкості й висоті від надзвукового літака-розвідника Lockheed SR-71 Blackbird; після місії STS-4 їх не використовували, а після STS-9 зняли з шатла.

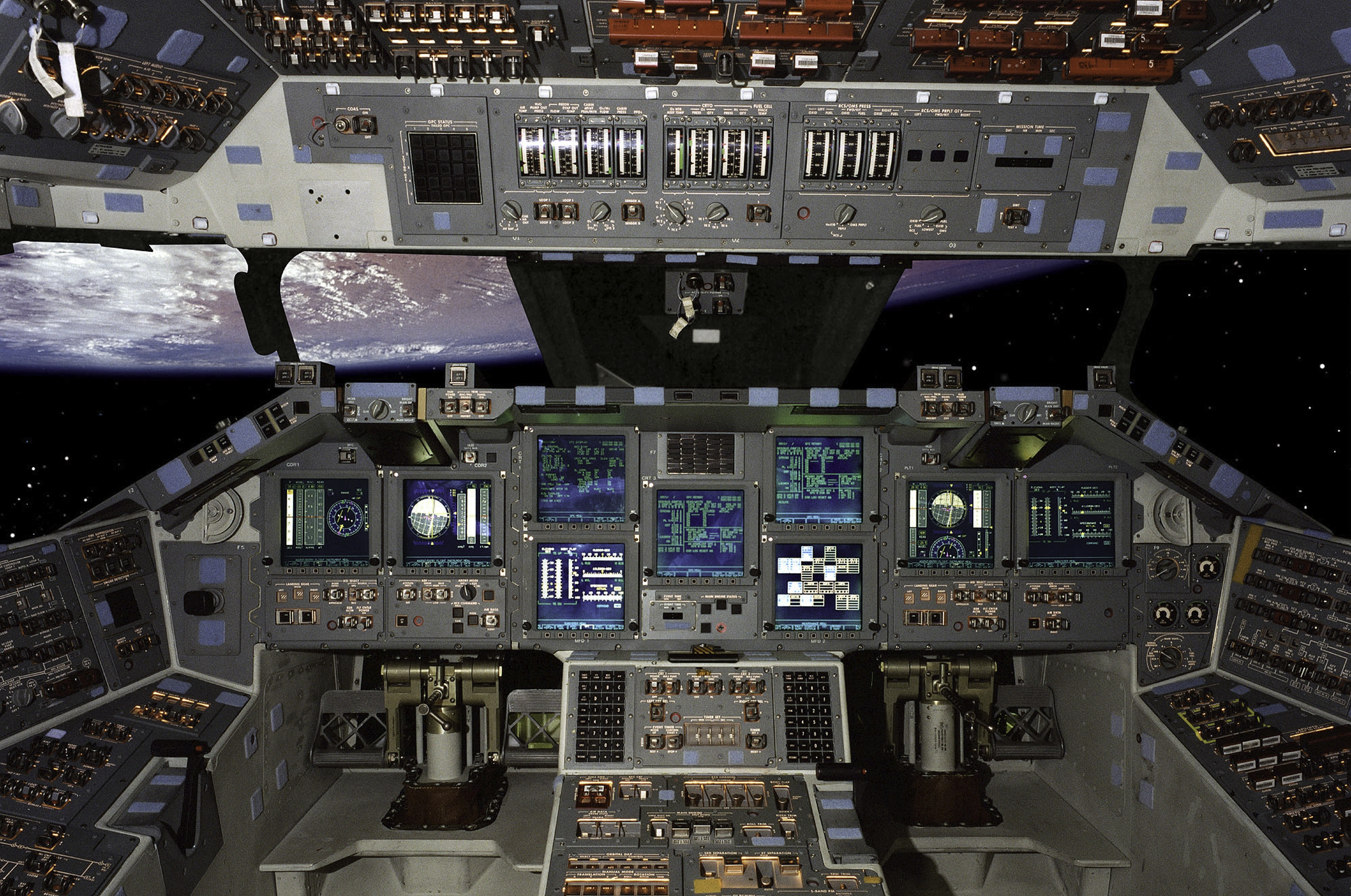
Кабіна і пульти шатла «Атлантіс». Це був перший шатл зі скляною кабіною, який виконав із нею місію STS-101.

Кабіна екіпажу, яка була верхнім рівнем відсіку екіпажу, містила органи управління польотом орбітального корабля. Командир сидів на передньому лівому сидінні, пілот — на передньому правому; крім того, у кабіні було від двох до чотирьох додаткових сидінь для інших членів екіпажу. Приладові панелі містили понад 2100 дисплеїв і елементів керування, а командир і пілот використовували головний дисплей (HUD) і ручку керування орієнтацією (RHC) для належного просторового позиціонування двигунів під час їх роботи й керування орбітальним апаратом під час польоту по інерції. Обидва крісла були також обладнані органами керування рулями, що давало змогу повертати їх у польоті та керувати носовими колесами на землі. На орбітальних апаратах спочатку встановлювали багатофункціональну систему відображення інформації та контролю польотної на основі електронно-променевих трубок (MCDS). Ця система відображала польотну інформацію на місцях командира, пілота і на кормовому сидінні, а також виводила дані на головний дисплей. У 1998 році «Атлантіс» модернізували й встановили на ньому багатофункціональну систему електронних дисплеїв (MEDS): у скляній кабіні пілотів 8 дисплеїв MCDS замінили на 11 багатофункціональних кольорових цифрових екранів. Уперше система MEDS була використана в травні 2000 року на STS-101, згодом її встановили також на інших орбітальних апаратах. У кормовій частині кабіни екіпажу були ілюмінатори, які виходили у відсік корисного вантажу, а також пульт керування «Канадармом» — системою дистанційного керування маніпулятором під час операцій із вантажем. Крім того, у кормовій частині польотної палуби були встановлені монітори відеоспостереження для огляду вантажного відсіку.
Середня палуба містила приміщення для зберігання спорядження екіпажу, спальні місця, кухню, медичне обладнання та санітарні вузли. Екіпаж зберігав обладнання в модульних шафах, які можна було масштабувати залежно від потреб, а також у стаціонарних підлогових відсіках. На середній палубі був люк для входу і виходу під час перебування на Землі.

#### Атмосферний шлюз
Атмосферний шлюз — це механізм для переміщення між двома приміщеннями, атмосфери у яких мають різний склад або тиск. Кожний орбітальний корабель спочатку був оснащений внутрішнім шлюзом, який являв собою продовження середньої палуби. На «Діскавері», «Атлантісі» та «Індеворі» внутрішній шлюз встановлювали як зовнішній у відсіку корисного вантажу з метою спростити стикування з орбітальною станцією «Мир» та Міжнародною космічною станцією, а також зі стикувальною системою орбітального корабля. Шлюзовий модуль може бути встановлений у середньому відсіку або з'єднаний з ним у відсіку корисного навантаження. Маючи внутрішній об'єм у формі циліндра діаметром 1,60 м і довжиною 2,11 м, він може вмістити двох астронавтів у скафандрах. Він має два D-подібні люки завдовжки 1,02 м і завширшки 0,91 м.

#### Польотні системи
Орбітальний апарат був оснащений авіонікою, яка надавала інформацію для управління ним під час польоту в атмосфері. Його комплект авіоніки містив:
- три системи посадки з мікрохвильовим скануючим променем (MSBLS);
- три гіроскопи;
- три тактичні аеронавігаційні системи[en] (TACAN);
- три акселерометри;
- два радіовисотоміри;
- два барометричні висотоміри[en];
- три покажчики просторового положення;
- два махметри[en];
- два транспондери режиму С.

Під час входження в атмосферу, як тільки швидкість орбітального корабля зменшувалася до 5 Махів, екіпаж розгортав два датчики повітряних даних. На орбітальному кораблі було встановлено три інерціальні вимірювальні пристрої (IMU), які використовувалися для наведення й навігації на всіх етапах польоту. Орбітальний корабель був обладнаний двома датчиками системи астроорієнтації, які передавали дані в інерційні вимірювальні пристрої під час перебування на орбіті. Вони розгорталися на орбіті і були здатні наводитися на зорі автоматично або вручну. У 1991 році НАСА почало модернізацію інерціальних вимірювальних пристроїв за допомогою інерціальної навігаційної системи (INS), яка надавала точнішу інформацію про місцеперебування орбітального корабля. У 1993 році НАСА вперше використало GPS-приймач у місії STS-51. У 1997 році компанія Honeywell почала розробку інтегрованої системи GPS/INS, яка мала замінити IMU, INS і TACAN і була вперше запущена в місії STS-118 у серпні 2007 року.
Перебуваючи на орбіті, екіпаж спілкувався переважно за допомогою однієї з чотирьох радіостанцій, які працювали в S-діапазоні й забезпечували як голосовий зв'язок, так і передавання даних. Дві радіостанції S-діапазону були приймачами-передавачами з фазовою модуляцією і могли передавати й приймати інформацію. Інші дві радіостанції S-діапазону були передавачами з частотною модуляцією і використовувалися для передавання даних до НАСА. Оскільки радіостанції S-діапазону працюють лише в межах прямої видимості, НАСА використовувало для зв'язку з орбітальним апаратом на всій його орбіті Супутникову систему відстеження й передавання даних та наземні станції Мережі для відстеження космічних апаратів і збору даних. Крім того, поза вантажним відсіком на орбітальному апараті було розгорнуто радіостанцію широкосмугового Ku-діапазону, яка теж допускала використання як радар для рандеву. Орбітальний апарат був також обладнаний двома радіостанціями УВЧ-діапазону для зв'язку з управлінням повітряним рухом та астронавтами, які здійснюють виходи у відкритий космос.

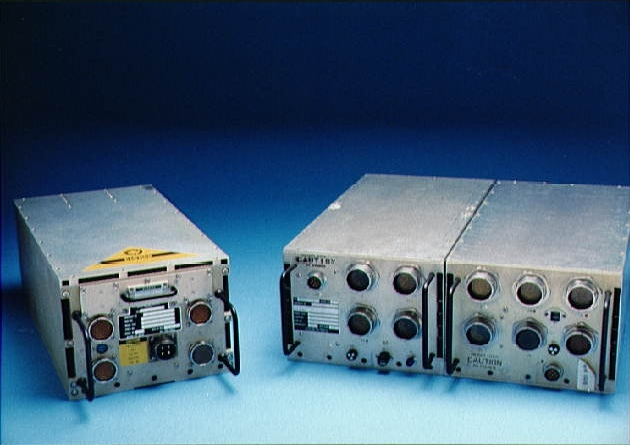
Комп'ютери загального призначення AP-101S (ліворуч) та AP-101B.

Роботу електричної системи керування польотом «Спейс Шаттла» повністю визначав головний комп'ютер — Система обробки даних (DPS). Він керував системами управління польотом і двигунами орбітального корабля, а також зовнішнього бака й розгінного блока під час запуску.
Система DPS складалася з п'яти комп'ютерів загального призначення (GPC), двох модулів масової пам'яті на магнітній стрічці (MMU) і відповідних датчиків для моніторингу компонентів «Спейс Шаттла». Оригінальним комп'ютером GPC був AP-101B, розроблений компанією IBM, обладнаний окремим центральним процесором (ЦП) і процесором вводу/виводу (IOP), а також енергонезалежною твердотільною пам'яттю. З 1991 по 1993 рік комп'ютери орбітальних апаратів були модернізовані до AP-101S, що дало змогу покращити пам'ять і можливості обробки даних, а також зменшити об'єм і вагу комп'ютерів за рахунок об'єднання процесора та IOP в одному блоці.
У чотири комп'ютери було завантажено програмне забезпечення Primary Avionics Software System (PASS), яке було спеціально розроблене для «Спейс Шаттл» і забезпечувало управління на всіх етапах польоту. Під час злету, маневрування, входу в атмосферу і посадки чотири комп'ютери PASS функціонували ідентично, забезпечуючи чотирикратне дублювання, і взаємно перевіряли результати своїх розрахунків на наявність помилок. Якщо виникала програмна помилка, яка спричиняла помилкові звіти чотирьох комп'ютерів PASS, п'ятий комп'ютер запускав резервну систему управління польотом, яка використовувала іншу програму і могла автономно керувати «Спейс Шаттлом» під час злету, перебування на орбіті і входження в атмосферу, але не могла підтримувати всю місію. П'ять комп'ютерів розташовувалися в трьох окремих відсіках на середній палубі, щоб забезпечити резервування на випадок виходу з ладу вентилятора системи охолодження.
Коли орбітальний корабель досягав орбіти, екіпаж перемикав деякі функції комп'ютерів з наведення, навігації та управління (GNC) на управління системами (SM) і корисним вантажем (PL) для підтримки оперативної місії. «Спейс Шаттл» не запускали, якщо його політ припадав на грудень-січень, оскільки в такому разі його програмне забезпечення потребувало перезавантаження комп'ютерів орбітального корабля при зміні номера року. У 2007 році інженери НАСА розробили рішення, яке дало змогу запускати «Спейс Шаттли» в будь-який час року.
Шатли зазвичай були обладнані портативним допоміжним комп'ютером загального призначення (PGSC), який міг працювати спільно з комп'ютерами та комунікаційним комплексом орбітального корабля, а також відстежувати наукові дані та дані корисного вантажу. У перших польотах програми використовували Grid Compass — один із перших портативних комп'ютерів, як і PGSC, але в подальших місіях використовувалися ноутбуки Apple та Intel.

#### Вантажний відсік

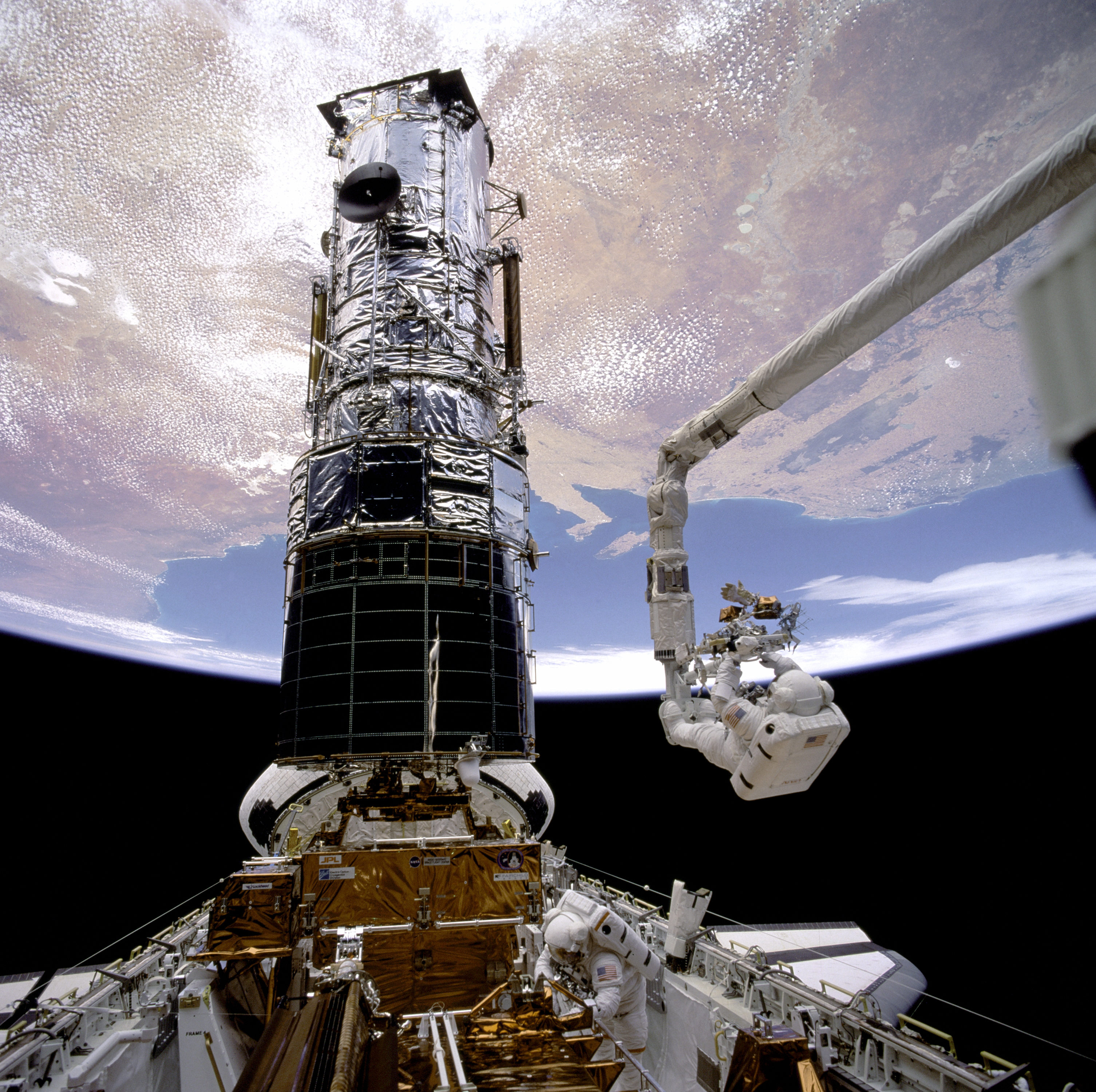
прикріплений до Системи дистанційного маніпулювання, яка обслуговує космічний телескоп «Габбл» під час місії STS-61.

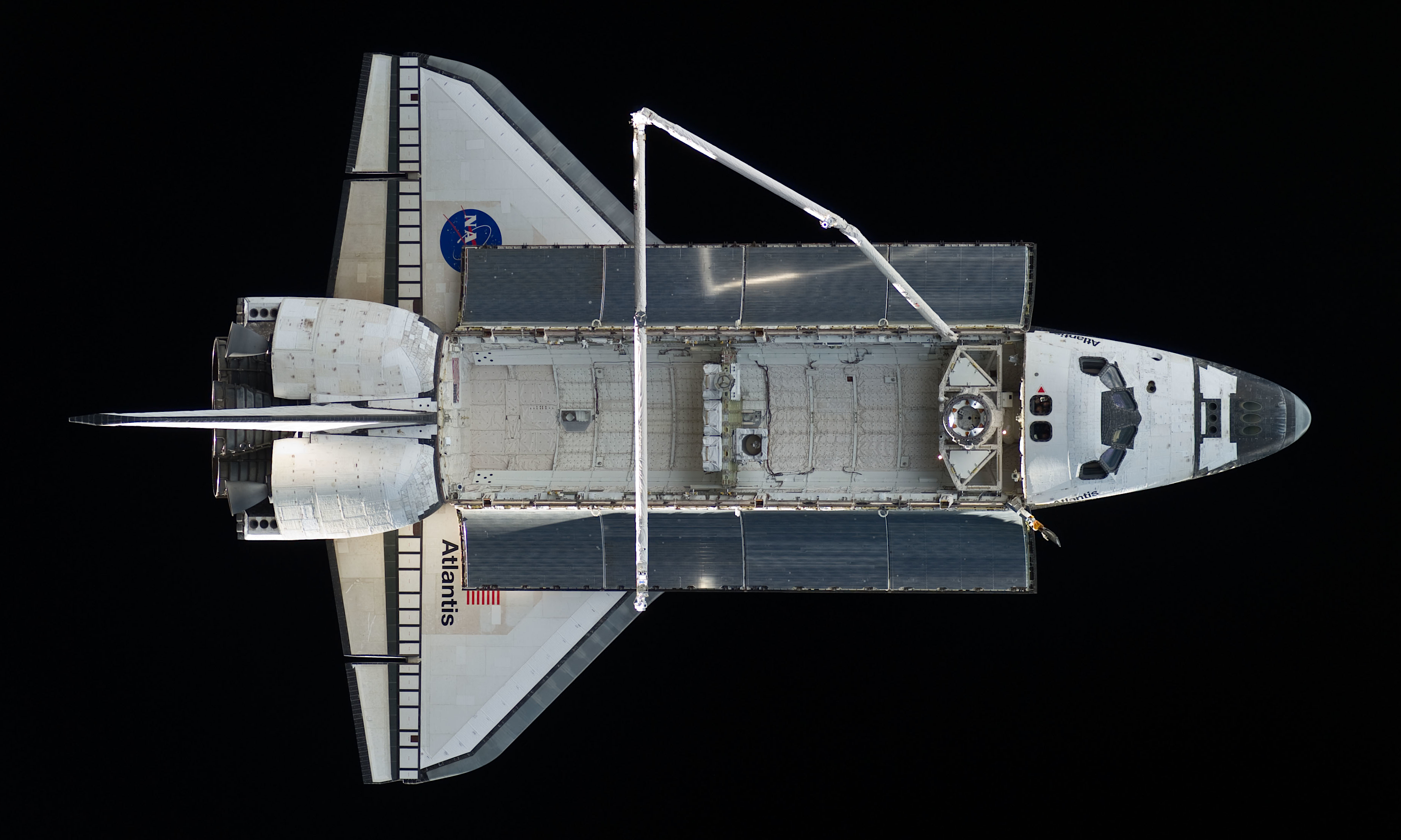
Шатл «Атлантіс» на орбіті у 2010 році. Видно відсік корисного вантажу і подовжений Канадарм.

Вантажний відсік займав більшу частину фюзеляжу орбітального корабля і являв собою місце для корисного вантажу «Спейс Шаттла». Відсік мав довжину 18 м і ширину 4,6 м і міг вмістити вантажі циліндричної форми діаметром до 4,6 м. Дві двері відсіку для корисного вантажу по обидва боки відсіку відкидалися й забезпечували відносно герметичне ущільнення для захисту корисного вантажу від нагрівання під час злету і входу в атмосферу. Корисний вантаж кріпили у вантажному відсіку до точок кріплення на лонжеронах. Двері відсіку корисного вантажу виконували додаткову функцію радіаторів — відведення тепла від орбітального корабля: після виходу на орбіту вони відкривалися для відведення тепла .
Орбітальний апарат давав змогу використовувати різноманітні додаткові компоненти залежно від місії — зокрема, орбітальні лабораторії, прискорювачі для запуску корисного вантажу в космос, систему дистанційного маніпулювання (RMS) і, за потреби, піддон орбітального апарата для подовжених польотів.
Для обмеження споживання палива під час стикування орбітального корабля з МКС розроблена Система передавання енергії від станції до шатла (SSPTS), яка перетворювала й передавала енергію станції до орбітального корабля. Система SSPTS була вперше використана в місії STS-118, а потім була встановлена на «Діскавері» й «Ендевор».

#### Система дистанційного маніпулювання
Система дистанційного маніпулятора (RMS), відома також під назвою Канадарм, являла собою механічний маніпулятор, прикріплений до вантажного відсіку. Його можна було використовувати для захоплення корисного вантажу і маніпулювання ним, а також як рухому платформу для астронавтів, які здійснюють вихід у відкритий космос. Канадарм побудувала канадська компанія Spar Aerospace. Ним керував астронавт, який перебував усередині польотної палуби орбітального корабля, дивлячись на нього через ілюмінатори і екрани замкненої системи телебачення. Канадарм мав шість ступенів вільності та шість шарнірних з'єднань, розташованих у трьох точках уздовж маніпулятора. Початкова версія Канадарма була здатна розгортати або витягувати корисний вантаж масою до 29 000 кг; модернізована версія була здатна оперувати вантажами масою до 270 000 кг.

#### «Спейслеб»

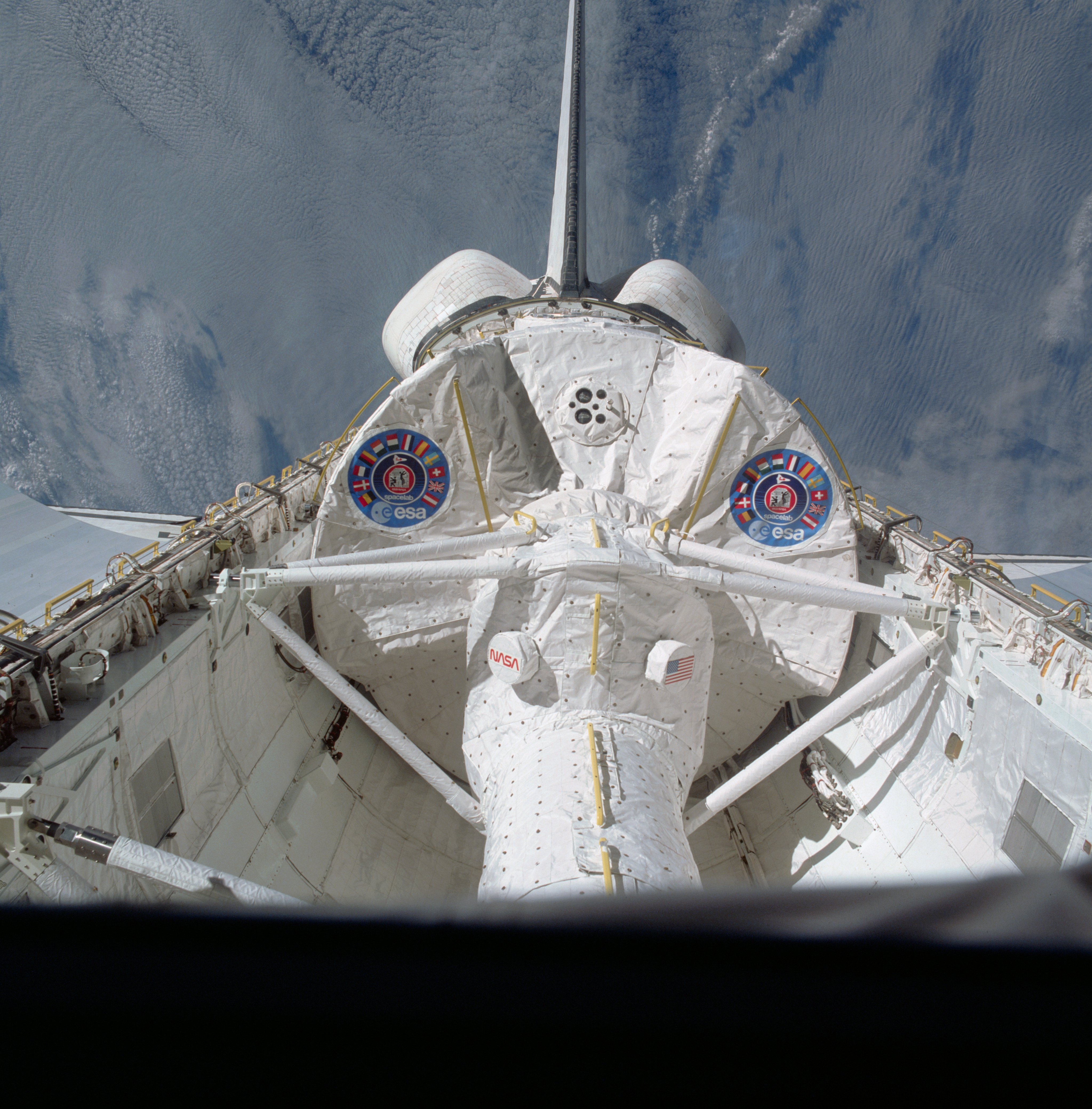
Космічна лабораторія «Спейслеб» на орбіті, місія STS-9.

Модуль «Спейслеб» — це фінансована європейськими країнами герметична лабораторія, яка містилася у відсіку корисного вантажу і давала змогу проводити наукові дослідження на орбіті. Модуль «Спейслеб» складався з двох сегментів завдовжки 2,7 м, встановлених у хвостовій частині відсіку корисного вантажу з метою підтримувати центр ваги під час польоту. Астронавти входили в модуль «Спейслеб» через тунель завдовжки 2,7 або 5,8 м, з'єднаний зі шлюзовим відсіком. Обладнання «Спейслеб» для експериментів, а також комп'ютерне й енергетичне обладнання зберігалося переважно на піддонах. Обладнання «Спейслеб» використовувалося в 28 місіях до 1999 року для здійснення експериментів з астрономії, мікрогравітації, радіолокації та наук про життя. За допомогою апаратури «Спейслеб» здійснювалося також обслуговування космічного телескопа «Габбл» (HST) і поповнення запасів космічної станції. Модуль «Спейслеб» був випробуваний під час місій STS-2 і STS-3, а першої повноцінної робочою місією стала STS-9.

#### ДвигуниRS-25

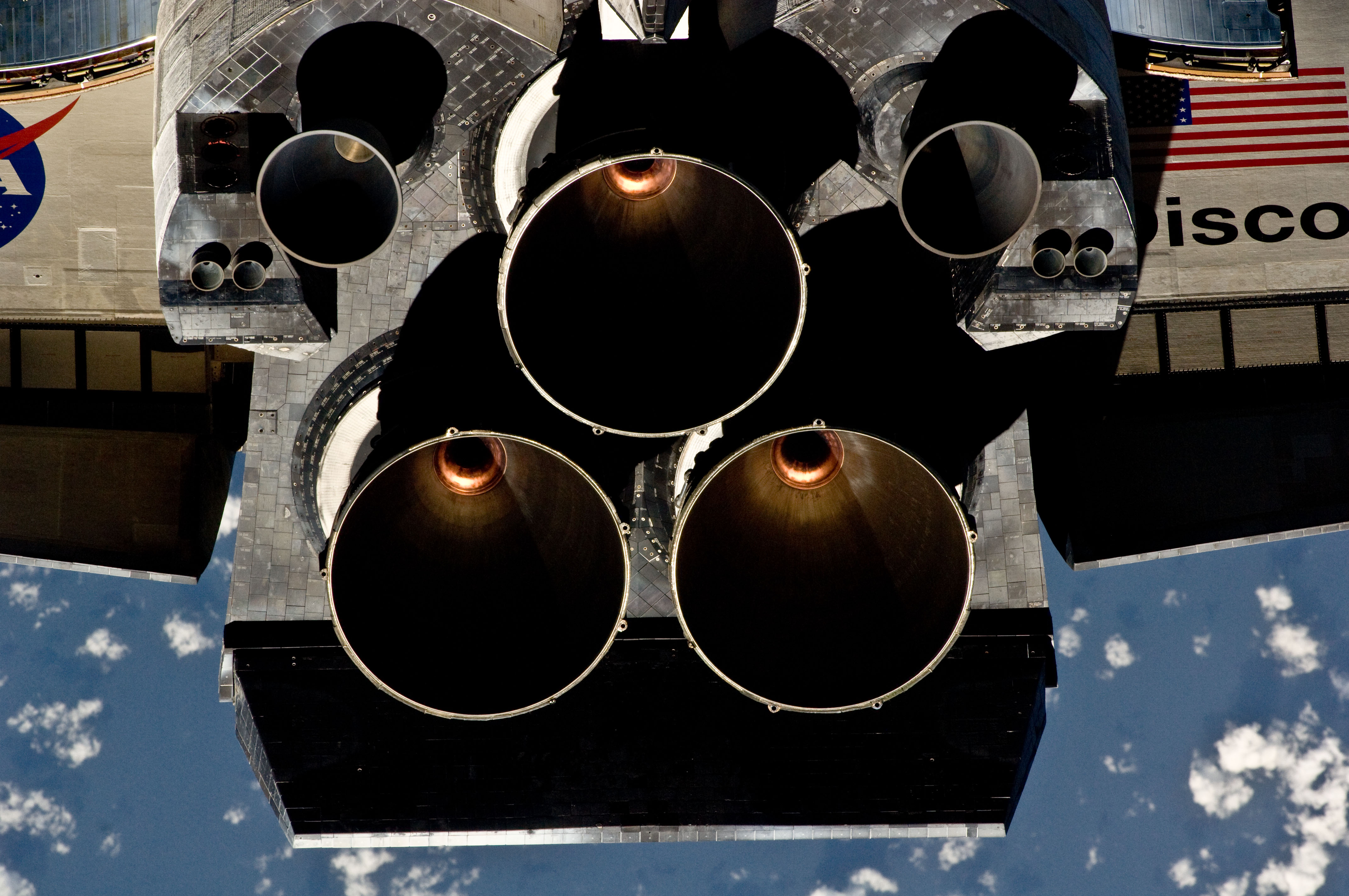
Двигуни RS-25 із двома капсулами Системи орбітального маневрування (OMS), місія STS-133.

Три двигуни RS-25, відомі також як головні двигуни «Спейс Шаттл» (SSME), розташовувалися трикутником на кормовій частині фюзеляжу орбітального корабля. Під час злету їхні сопла могли відхилятися на ±10,5° по тангажу і ±8,5° по рисканню і тим самим керувати шатлом шляхом змінення напрямку тяги. Багаторазові двигуни з титанового сплаву були незалежною частиною орбітального корабля: між польотами їх можна було знімати й заміняти.
RS-25 — це кріогенний двигун зі ступінчастим циклом згоряння, який працював на рідкому кисні і рідкому водні. Тиск у камері, який при цьому досягався, перевищував тиск у двигунах будь-якої іншої ракети на рідкому паливі. Оригінальна головна камера згоряння працювала за максимального тиску 226,5 бар. Сопло двигуна мало висоту 287 см і внутрішній діаметр 229 см. Сопло охолоджували 1080 внутрішніх ліній, через які під час роботи двигуна проганяли рідкий водень; крім того, сопло було термічно захищене ізоляційним і абразивним матеріалом.
Двигуни RS-25 кілька разів удосконалювали, щоб підвищити їхню надійність і потужність. Компанія Rocketdyne визначила, що двигун здатний безпечно й надійно працювати за тяги на рівні 104 % від початково заданої. Щоб зберегти показники тяги двигуна відповідно до попередньої документації й програмного забезпечення, НАСА зберегло початково визначену тягу на рівні 100 %, але змусило RS-25 працювати з більшою тягою. Модернізовані версії RS-25 позначалися Block I і Block II. У 2001 році на двигунах версії Block II вдалося досягти рівня тяги 109 %, що дало змогу знизити тиск у камері з 226,5 до 207,5 бар, оскільки вони мали більшу площу горловини. Звичайний максимальний рівень тяги становив 104 %, а 106 % або 109 % використовувались для переривання місії.

#### Система орбітального маневрування
Система орбітального маневрування (OMS) складалася з двох двигунів AJ10-190, встановлених у задній частині шатла, і балонів із пальним, які їх живили. Двигуни AJ10 працювали на суміші монометилгідразину (ММГ) тетраоксиду азоту (N2O4). Балони містили максимум 2140 кг ММГ і 3526 кг тетраоксиду азоту. Двигуни Системи орбітального маневрування використовувалися після відключення маршового двигуна (MECO) для подальшого виведення шатла на орбіту. Під час польоту за допомогою них змінювали орбіту шатла, а також зводили його з орбіти для входження в атмосферу. Кожен двигун системи створював тягу 27 080 Н, а вся система була здатна забезпечити 305 м/с зміни швидкості.

#### Система теплового захисту
На етапі входження в атмосферу орбітальний корабель захищала від нагрівання система теплового захисту (TPS) — термозахисний шар навколо орбітального корабля, який відводить зайве тепло. На відміну від попередніх американських космічних кораблів, у яких використовувалися абляційні теплові екрани, багаторазове використання орбітального корабля вимагало багаторазового тепловідбивного екрана. На етапі входження в атмосферу система теплового захисту зазнавала температур до 1600 °C, але повинна була утримувати температуру алюмінієвої обшивки орбітального корабля нижче 180 °C.
Система теплового захисту майже цілком складалася з плиток чотирьох типів. Головний обтічник і передні крайки крил зазнавали температур понад 1300 °C і були захищені армованими вуглець-вуглецевими плитками (RCC). У 1998 році було розроблено і встановлено товстіші плитки, які мали запобігати пошкодженням від мікрометеоритів і космічного сміття, а після катастрофи «Колумбії» вони були вдосконалені. Починаючи з місії STS-114, орбітальні кораблі були обладнані системою, яка виявляла удари по передніх крайках крил і попереджала екіпаж про всі потенційні пошкодження. Уся нижня частина орбітального корабля, а також інші найгарячіші поверхні були захищені плитками високотемпературної поверхневої ізоляції багаторазового використання, виготовленими з кремнієвих волокон, покритих боросилікатним склом, які вловлювали тепло в повітряні кишені й перенаправляли його назовні. Верхню частину орбітального корабля вкривали плитками білої низькотемпературної поверхневої ізоляції багаторазового використання з аналогічним складом, які забезпечували захист при температурах нижче 650 °C. Двері відсіку корисного вантажу і частини верхніх поверхонь крила вкривали багаторазовою поверхневою ізоляцією «Номекс» або бета-тканиною, оскільки температура там не перевищувала 370 °C. 

### Зовнішній бак

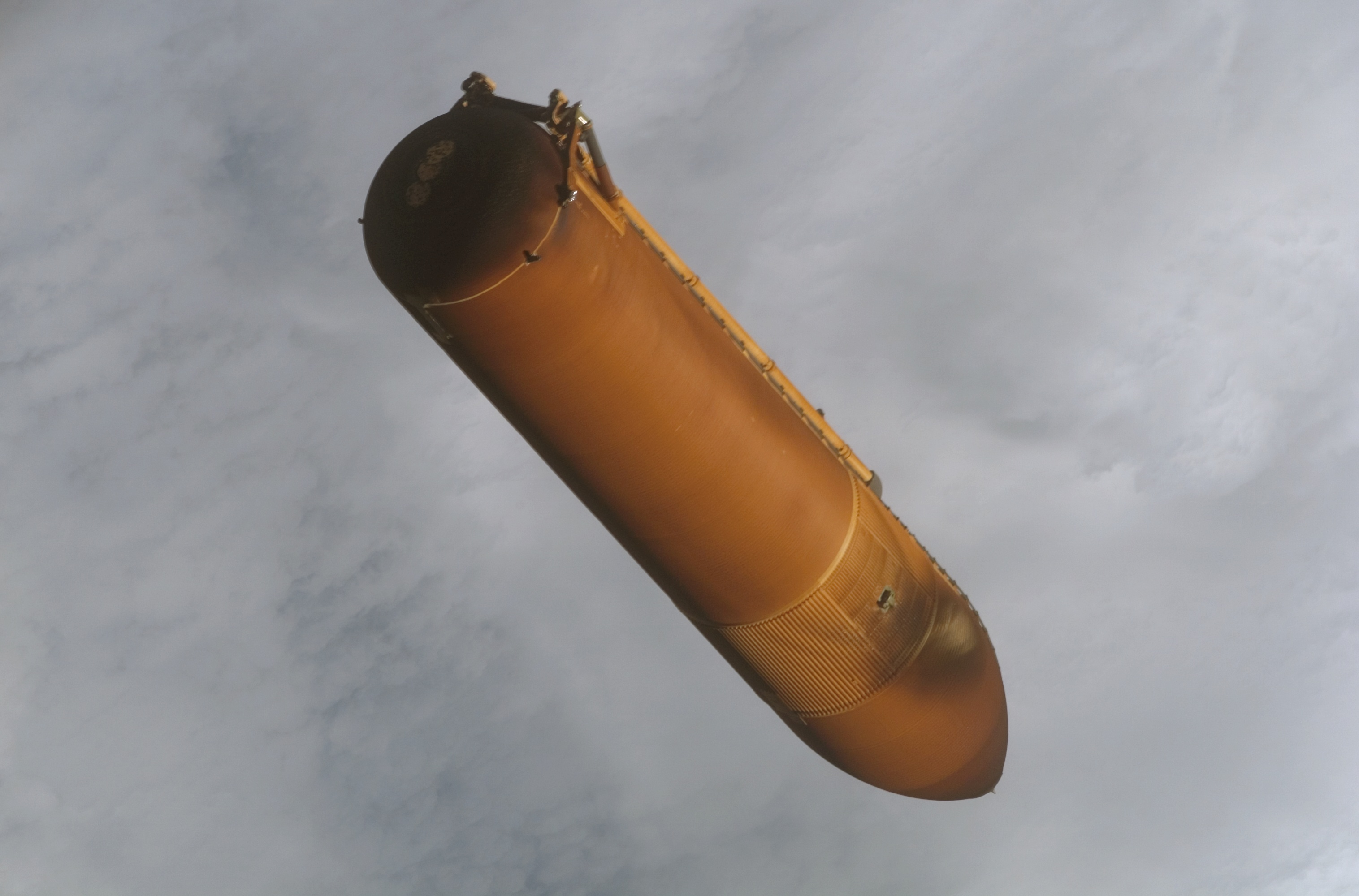
Зовнішній бак STS-115 після відокремлення від орбітального корабля. Обгорілий слід у передній частині бака залишився від двигунів бічного прискорювача після його відділення.

Зовнішній бак був найбільшою частиною «Спейс Шаттла». Він містив паливо для головних двигунів орбітального корабля, а також з'єднував орбітальний корабель із бічними прискорювачами. Зовнішній бак мав висоту 47 м і діаметр 8,4 м, і містив окремі резервуари для рідкого кисню і рідкого водню. Резервуар для рідкого кисню розташовувався в носовій частині зовнішнього бака і мав висоту 15 м. Резервуар із рідким воднем займав більшу частину зовнішнього бака і мав висоту 29 м. Зовнішній бак кріпився до орбітального корабля за допомогою двох панелей із трубопроводами, які містили п'ять паливних і два електричних роз'єми, а також за допомогою структурних кріплень у носовій і кормовій частинах. Ззовні зовнішній бак покривали помаранчевою піною, завдяки якій він був здатен витримувати високу температуру під час підйому. Крім того, піна запобігала утворенню льоду, зумовленому низькою температурою кріогенного палива.
Зовнішній бак забезпечував паливом головні двигуни «Спейс Шаттл» від моменту зльоту і до відключення головного двигуна (моменту MECO). Зовнішній бак відокремлювався від орбітального корабля через 18 секунд після вимкнення двигунів і міг бути запущений автоматично або вручну. У момент відокремлення орбітальний корабель втягував свої пластини із роз'ємами, а з'єднувальні кабелі герметизувалися, запобігаючи потраплянню залишків пального в корабель. Після зрізання болтів, які з'єднували конструкційні кріплення, зовнішній бак відокремлювався від орбітального корабля. Під час відокремлення з носової частини випускався газоподібний кисень, зовнішній бак відводився вбік, починав вільне падіння балістичною траєкторією в Індійський або Тихий океан і врешті-решт розпадався, входячи в атмосферу. Зовнішній бак був єдиним з основних компонентів системи «Спейс Шаттл», який не підлягав повторному використанню.
У перших двох місіях, STS-1 і STS-2, на зовнішній бак наносили 270 кг білої вогнетривкої латексної фарби, яка захищала його від пошкодження ультрафіолетовим випромінюванням. Подальші дослідження показали, що помаранчева піна вже сама по собі забезпечує достатній захист, і починаючи з STS-3 зовнішній бак більше не покривали латексною фарбою. Уперше полегшений бак (LWT) полетів у місії STS-6. LWT був легший за бак стандартної ваги (SWT) на 4700 кг. Вага полегшеного зовнішнього бака була зменшена за рахунок видалення компонентів водневого резервуара і зменшення товщини деяких панелей обшивки. У 1998 році у рамках місії STS-91 уперше здійснив політ надлегкий зовнішній бак (SLWT). Він був зроблений з алюмінієво-літієвого сплаву 2195, який був на 40 % міцнішим і на 10 % менш щільним, ніж його попередник, алюмінієво-літієвий сплав 2219. Надлегкий зовнішній бак важив на 3400 кг менше, ніж полегшений, що дало «Спейс Шаттлу» змогу доставляти важкі елементи на орбіту МКС із великим нахилом.

### Твердопаливні прискорювачі

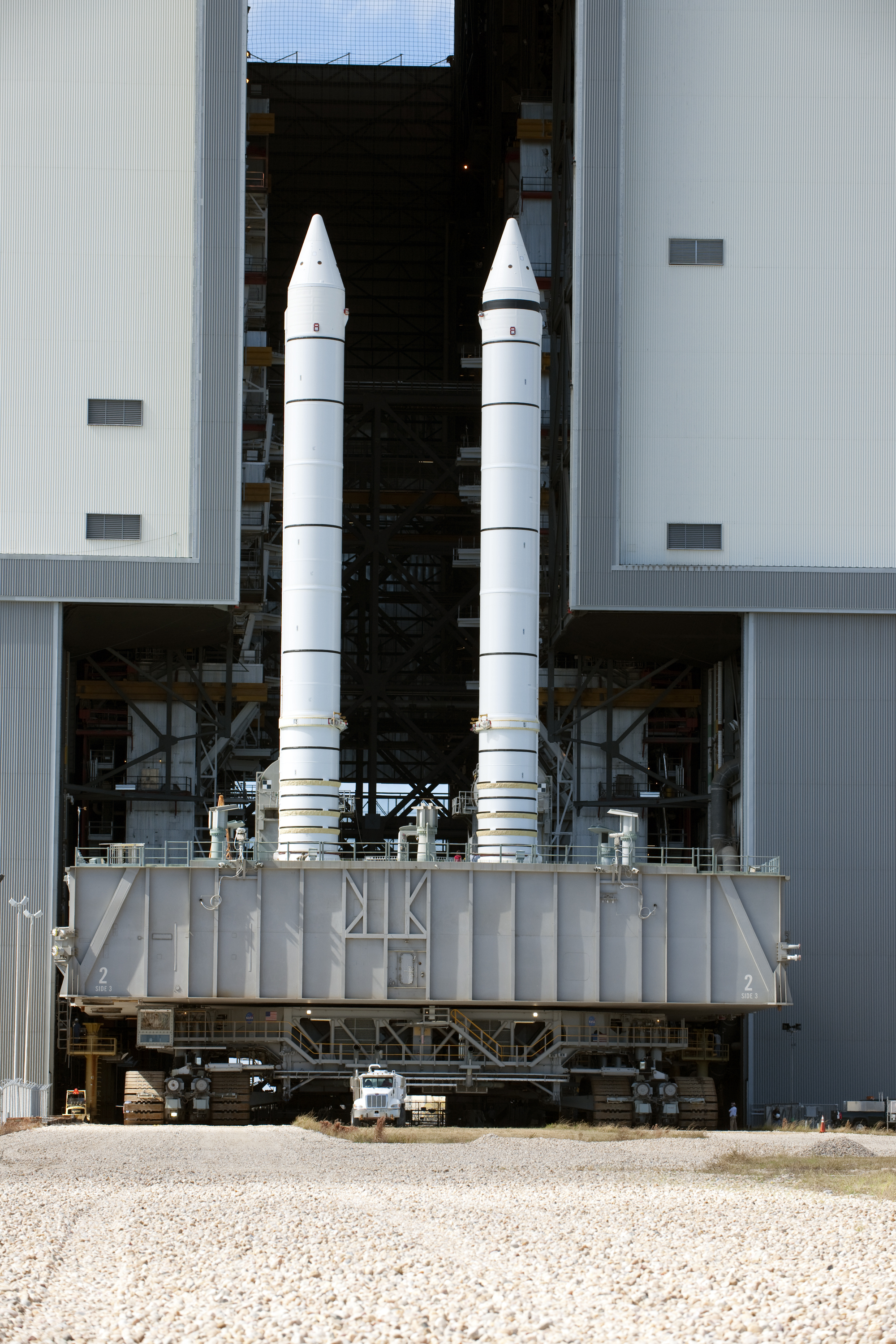
Два твердопаливні прискорювачі на мобільній платформі перед стикуванням із зовнішнім баком і орбітальним кораблем для виконання місії STS-134.

Твердопаливні прискорювачі (SRB) забезпечували 71,4 % тяги «Спейс Шаттл» під час зльоту й підйому і мали найбільші твердопаливні двигуни, які коли-небудь злітали. Кожен прискорювач був 45 м заввишки і 3,7 м завширшки, важив 68 000 кг і мав сталеву зовнішню оболонку товщиною приблизно 13 мм. Прискорювач складався з корпуса, твердопаливного двигуна, носового обтічника й сопла. Більшу частину конструкції прискорювача становив твердопаливний двигун. Його корпус складався з 11 сталевих секцій, які утворювали чотири основні сегменти. У носовому обтічнику розміщувалися передні двигуни для відділення від шатла та парашутні системи, які використовувалися для уповільнення й приводнення. Сопла могли повертатися на 8°, що давало змогу керувати шатлом у польоті.
Кожен із ракетних двигунів заправляли твердим ракетним паливом на основі перхлорату амонію і акрилонітрилу полібутадієну (APCP+PBAN) загальною вагою 500 000 кг і приєднували до шатла в Будівлі для складання ракет-носіїв (VAB) у Космічному центрі імені Кеннеді. Окрім забезпечення тяги на першому етапі запуску, бічні прискорювачі забезпечували структурну підтримку орбітального корабля і зовнішнього бака, оскільки вони утворювали єдину систему, яка фіксувалася на Мобільній пусковій платформі (MLP).
Для здійснення запуску бічні прискорювачі активувалися за 5 хвилин до старту. Їх можна було запалити за допомогою електричного струму лише після того, як успішно запалювалися двигуни RS-25. Кожна з них забезпечувала 12 500 кН тяги; пізніше, починаючи з STS-8, її вдалося збільшити до 13 300 кН. Після вичерпання палива, приблизно через дві хвилини після запуску, на висоті приблизно 46 км, бічні прискорювачі скидалися. Після відокремлення вони розгортали парашути й приземлялися в океані, де їх виловлювали екіпажі кораблів Freedom Star і Liberty Star. Після повернення на мис Канаверал ракети очищали й розбирали. Потім ракетний двигун, запалювач і сопло відправляли в компанію Thiokol для відновлення й повторного використання в наступних польотах.
Протягом терміну дії програми конструкція бічних прискорювачів змінювалася. У місіях STS-6 і STS-7 використовувалися контейнери на 2300 кг легші — завдяки тому, що їхні стінки були на 0,1 мм тонші, але було визнано, що для безпечного польоту вони надто тонкі. У наступних польотах аж до місії STS-26 використовувалися корпуси, які були на 0,076 мм тонші за стандартні, що дало змогу зменшити вагу прискорювачів на 1800 кг. Після катастрофи «Челленджера», причиною якої стало прогорання ущільнювального кільця через надто низьку температуру навколишнього повітря, корпуси бічних прискорювачів переробили так, щоб герметичність бака була постійною незалежно від температури навколишнього середовища.

### Допоміжна техніка

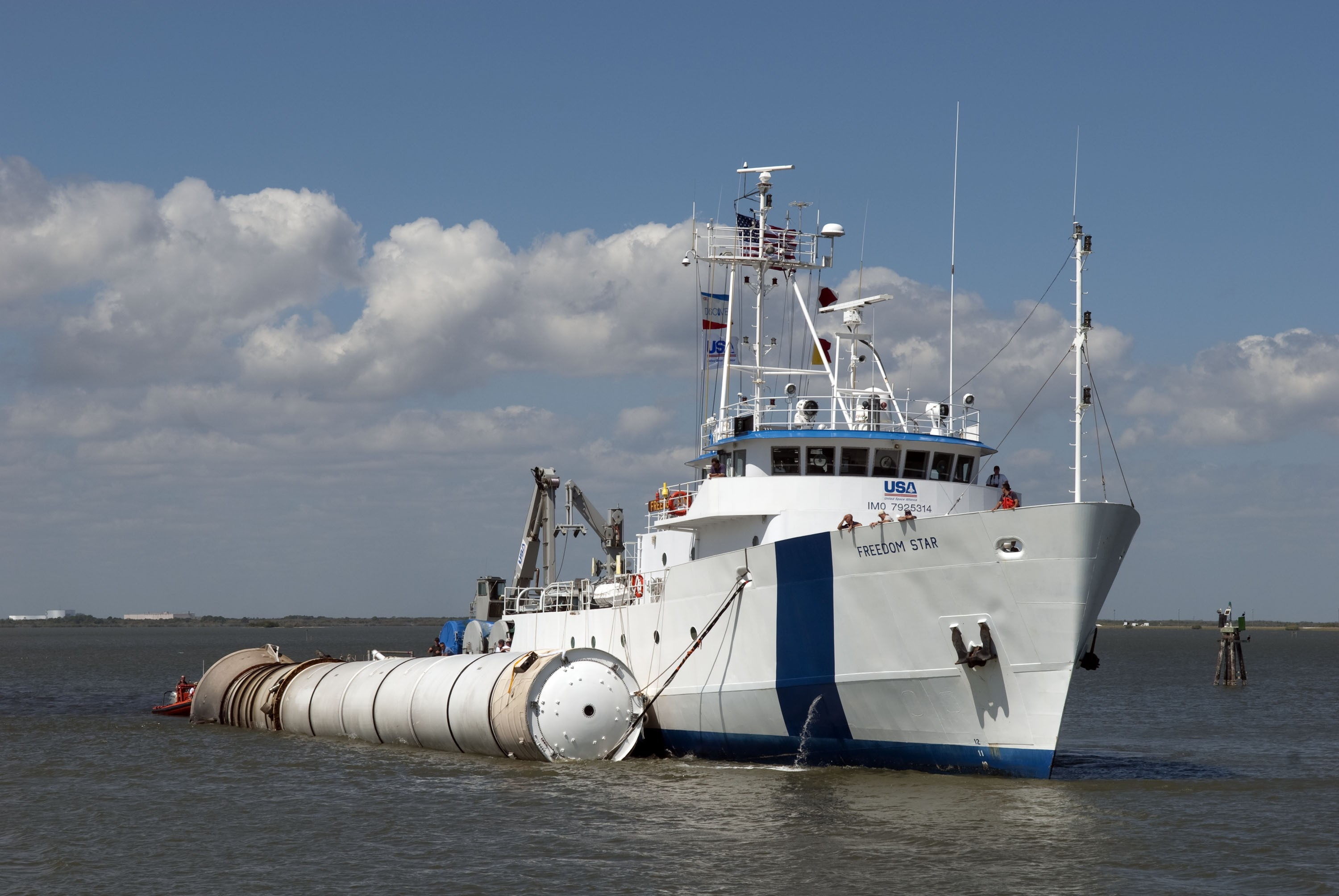
Корабель Freedom Star буксирує відпрацьований бічний прискорювач (STS-133) на авіабазу на мисі Канаверал.

Виконання програми «Спейс Шаттл», окрім власне шатлів, потребувало розвинутої інфраструктури та великої кількості транспортних засобів, які полегшували транспортування, будівництво та доступ екіпажу до космічних кораблів. Від Будівлі для складання ракет-носіїв до стартового майданчика шатли і Мобільна пускова платформа транспортувалися за допомогою гусеничних транспортерів.
Перевезення шатлів здійснювалося двома модифікованими літаками Boeing 747 (SCA), які були здатні перевозити орбітальний корабель на своїй спині, ззовні фюзеляжу. Перший літак-носій із номером N905NA був вперше запущений у 1975 році та використовувався для транспортування орбітального корабля з Авіабази Едвардс до Космічного центру імені Кеннеді під час усіх місій до 1991 року. Другий SCA (N911NA) був придбаний у 1988 році і вперше використовувався для транспортування корабля «Індевор» від заводу до Космічного центру імені Кеннеді. Після завершення програми «Спейс Шаттл» літак номер N905NA був виставлений у Космічному центрі імені Ліндона Джонсона, а N911NA — в Авіапарку-музеї імені Джо Девіса в Палмдейлі, Каліфорнія. Засіб для транспортування екіпажу (Crew Transport Vehicle, CTV) являв собою модифікований телетрап, за допомогою якого астронавти могли вийти з орбітального корабля після приземлення, де вони проходили медичні огляди після завершення місії. «Астрофургон» — фургон для перевезення астронавтів — використовувався у дні запусків для перевезення астронавтів від кают екіпажу в Операційно-підготовчому корпусі на стартовий майданчик. Залізниця НАСА (NLAX) складалася з трьох локомотивів, які перевозили сегменти бічних прискорювачів від Залізниці східного узбережжя Флориди в Тітусвіллі до Космічного центру імені Кеннеді.

## Програма польоту

### Підготовка до запуску

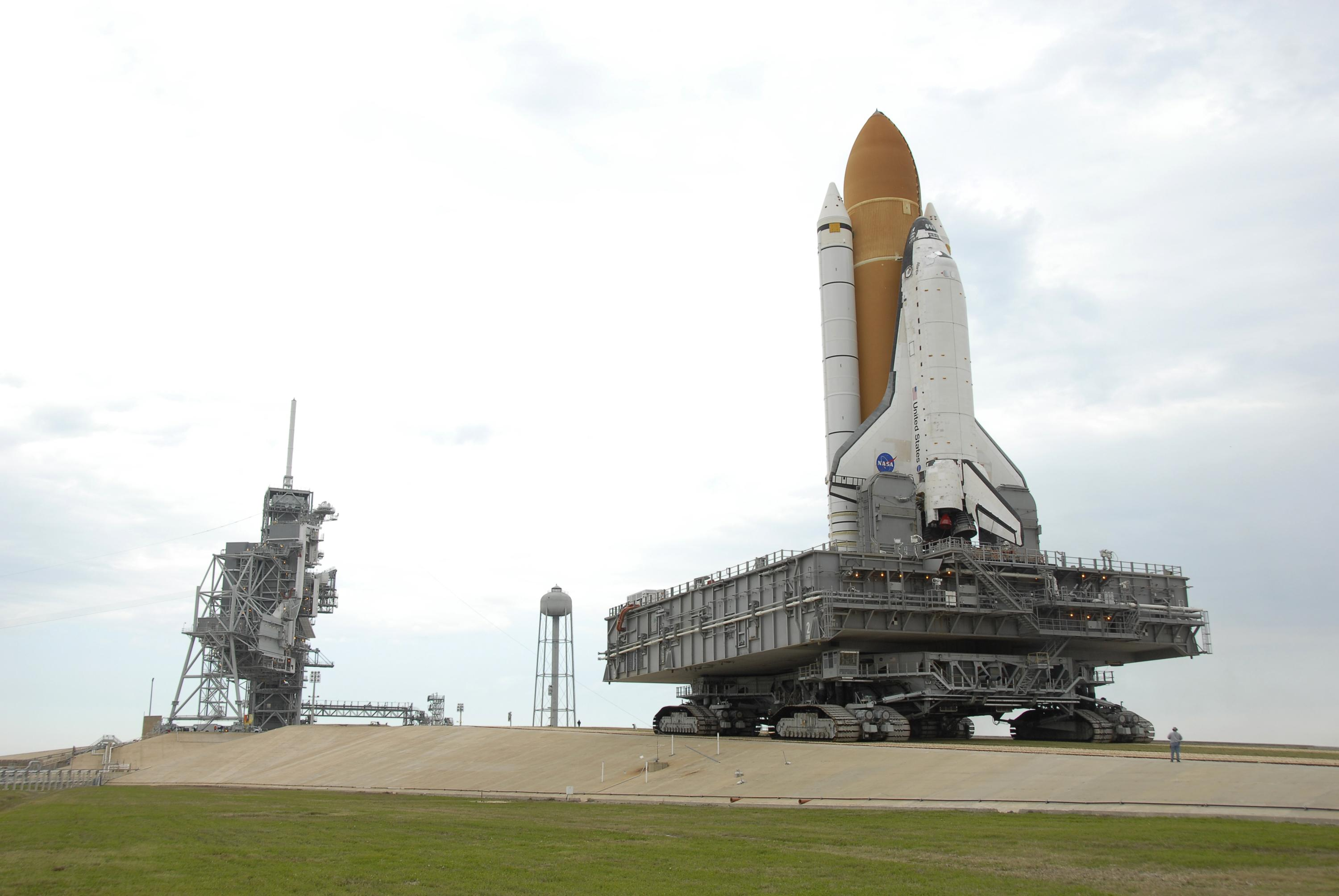
Гусеничний транспортер з «Атлантісом» на платформі рухається до стартового майданчика LC-39A для запуску місії STS-117.

Підготовка шатлів до запуску здійснювалася насамперед у Будівлі для складання ракет-носіїв (VAB) у Космічному центрі імені Кеннеді. Бічні прискорювачі збирали й прикріплювали до зовнішнього бака на Мобільній пусковій платформі. Орбітальний корабель підготовлювали в Центрі обслуговування орбітальних кораблів (OPF) і транспортували до Будівлі для складання ракет-носіїв. Там за допомогою крана його ставили у вертикальне положення і приєднували до зовнішнього бака. Коли весь «стос» був зібраний, на Мобільній пусковій платформі його перевозили на відстань 5,6 км до Стартового комплексу LC-39 за допомогою одного з гусеничних транспортерів. Після того як шатл прибував на один із двох стартових майданчиків, його приєднували до стаціонарної й обертальної службових конструкцій, які забезпечували можливості обслуговування, завантаження корисного вантажу та транспортування екіпажу. Екіпаж доставляли на стартовий майданчик у час Т-3 (тобто за три години до старту); астронавти входили в орбітальний корабель, який закривали у час Т-2. За 5 годин 35 хвилин до старту в зовнішній бак через шланги, приєднані до орбітального корабля, заливали рідкий кисень і рідкий водень. За 3 години 45 хвилин завершувалося швидкісне заповнення воднем, а через 15 хвилин — заповнення киснем. Обидва баки повільно заповнювалися до самого запуску в міру того, як випаровувалися кисень і водень. 
Чинниками, які визначали можливість запуску, були опади, температура, хмарність, прогноз щодо ударів блискавок, вітер і вологість. Запуск шатла відкладали, якщо в нього могла влучити блискавка: після запуску його вихлопний шлейф був здатний викликати блискавку, ставши шляхом для струму; таке сталося під час запуску «Аполлона-12». «Правило ковадла» НАСА (NASA Anvil Rule) для запуску шатлів вимагало, щоб у радіусі 19 км (10 миль) від місця запуску не було ковадлоподібних хмар. Офіцер метеослужби під час запуску шатлів стежив за умовами аж до оголошення остаточного рішення про скасування запуску. Окрім погоди на стартовому майданчику, умови повинні були бути прийнятними на одному з трансатлантичних посадкових майданчиків для переривання польоту і в зоні збирання бічних прискорювачів.

### Запуск

Раннє запалювання маршових двигунів бічних прискорювачів та зліт (вид з наземної камери).

Екіпаж місії та персонал Центру управління запусками (LCC) продовжував перевіряти системи упродовж усього зворотного відліку. Для усунення всіх можливих проблем і додаткової підготовки було передбачено дві заплановані зупинки за 20 (Т−20) і за 9 (Т−9) хвилин до старту. Після передбаченої затримки за 9 хвилин до старту зворотний відлік автоматично контролювала наземна система передстартової підготовки (GLS) в Центрі управління запусками. Ця система зупиняла зворотний відлік, якщо фіксувала критичну проблему з будь-якою з бортових систем «Спейс Шаттла». За 3 хвилини 45 секунд двигуни починали випробування карданної підвіски двигунів, які завершувалися за 2 хвилини 15 секунд до старту. За 31 секунду до старту наземна Система підготовки до запуску передавала керування комп'ютерам загального призначення орбітального корабля. За 16 секунд до старту комп'ютери запускали бічні прискорювачі, система шумозаглушення (SPS) починала поливати відвідні вогневі траншеї Мобільної пускової платформи і бічних прискорювачів 1 100 000 літрами води, щоб захистити орбітальний корабель від пошкодження акустичними коливаннями й ракетними вихлопами під час зльоту. За 10 секунд до зльоту під розтрубом кожного двигуна активувалися водневі запалювачі, які спалювали гази, що накопичилися в розтрубах до запалювання. Якщо ці гази не згорали, це могло призвести до спрацьовування бортових датчиків і надмірного тиску й навіть вибуху шатла під час фази запуску. Попередні клапани водневого бака відкривалися за 9,5 секунди до запуску двигуна.

Зліт шатла, вигляд з бортової камери.

Починаючи з часу Т−6.6, тобто за 6,6 секунди до відриву від стартового стола, головні двигуни RS-25 запалювалися послідовно з інтервалом 120 мілісекунд. За три секунди до відриву всі три двигуни повинні були досягти 90 % номінальної тяги, інакше комп'ютери ініціювали переривання їх роботи. Якщо всі три двигуни досягали цієї тяги, їм надсилалася команда навести карданну підвіску на конфігурацію зльоту, а потім — команда на підготовку бічних прискорювачів до запалювання у момент T−0. У період між T−6.6 і T−3, коли двигуни RS-25 уже працювали, але прискорювачі ще були прикріплені до майданчика, шатл через зміщення тяги нахилявся вниз на 650 мм, якщо вимірювати по кінчику зовнішнього бака; 3-секундна затримка давала всій конструкції змогу повернутися майже у вертикальне положення перед запалюванням бічних прискорювачів. Цей рух отримав назву «струс» (twang). У момент відриву від стартового стола вісім піроболтів, якими до нього кріпилися зовнішні прискорювачі, підривалися, кінцеві кріплення трубопроводів від'єднувалися, головні двигуни отримували команду вийти на повну потужність, і запалювалися бічні прискорювачі. Упродовж 0,23 секунди бічні прискорювачі розвивали достатню тягу для початку зльоту, а максимальний тиск у камері утворювався через 0,6 секунди. У момент часу T−0 відповідальність за керування польотом переходила від Центру управління запусками до Центру керування польотами.
Через 4 секунди після відриву, тобто в момент часу T+4, коли шатл набирав висоту 22 метри, двигуни RS-25 виводилися на потужність 104,5 %. Приблизно на 7-й секунді польоту на висоті 110 метрів «Спейс Шаттл» розвертався в положення «головою вниз», завдяки чому зменшувався аеродинамічний опір і забезпечувалася краща орієнтація для зв'язку й навігації. Приблизно через 20—30 секунд після відриву, на висоті 2700 метрів потужність двигунів RS-25 зменшувалася до 65—72 %, щоб зменшити опір у момент максимального аеродинамічного опору (Max Q). Крім того, паливо, яке використовувалося в бічних прискорювачах, було спроєктовано так, щоб їхня тяга зменшувалася в момент максимального аеродинамічного опору. Комп'ютери мали можливість динамічно керувати тягою двигунів RS-25, спираючись на дані щодо роботи бічних прискорювачів.
Приблизно в момент часу T+123, коли шатл уже перебував на висоті 46 000 метрів, спрацьовували піротехнічні кріплення, і бічні прискорювачі відділялися від шатла. Продовжуючи політ за інерцією, вони досягали висоти 67 000 метрів, а потім на парашутах приводнювалися в Атлантичному океані. Шатл продовжував підйом лише на двигунах RS-25. Під час початкових місій шатл залишався в положенні «вниз головою», щоб підтримувати зв'язок зі станцією стеження на Бермудських островах, але в пізніших місіях, починаючи з STS-87, він на 6-й хвилині польоту перевертався в положення «головою вверх», що забезпечувало зв'язок із системою супутників стеження й передавання даних. Після 7 хвилин 30 секунд польоту двигуни RS-25 пригальмовувалися, щоб прискорення шатла не перевищувало 3 g. Після 8 хвилин 30 секунд польоту, за 6 секунд до відключення головного двигуна (MECO), двигуни RS-25 пригальмовувалися до 67 % їхньої потужності. Комп'ютери контролювали відокремлення зовнішнього паливного бака і скидали залишки рідкого кисню й водню, щоб запобігти газовиділенню на орбіті. Зовнішній паливний бак продовжував рух по балістичній траєкторії та розпадався під час входу в атмосферу; деякі невеликі уламки падали в Індійський або Тихий океан.
У перших місіях для досягнення орбіти здійснювалося два запуски Системи орбітального маневрування (OMS): перший для підняття апогею орбіти, другий для виходу на колову орбіту. Після місії STS-38 для досягнення оптимального апогею використовували двигуни RS-25, а для виведення на орбіту — двигуни Системи орбітального маневрування. Висота й нахил орбіти залежали від вимог місії; орбіти шатлів варіювалися від 220 до 620 км.

### Перебування на орбіті

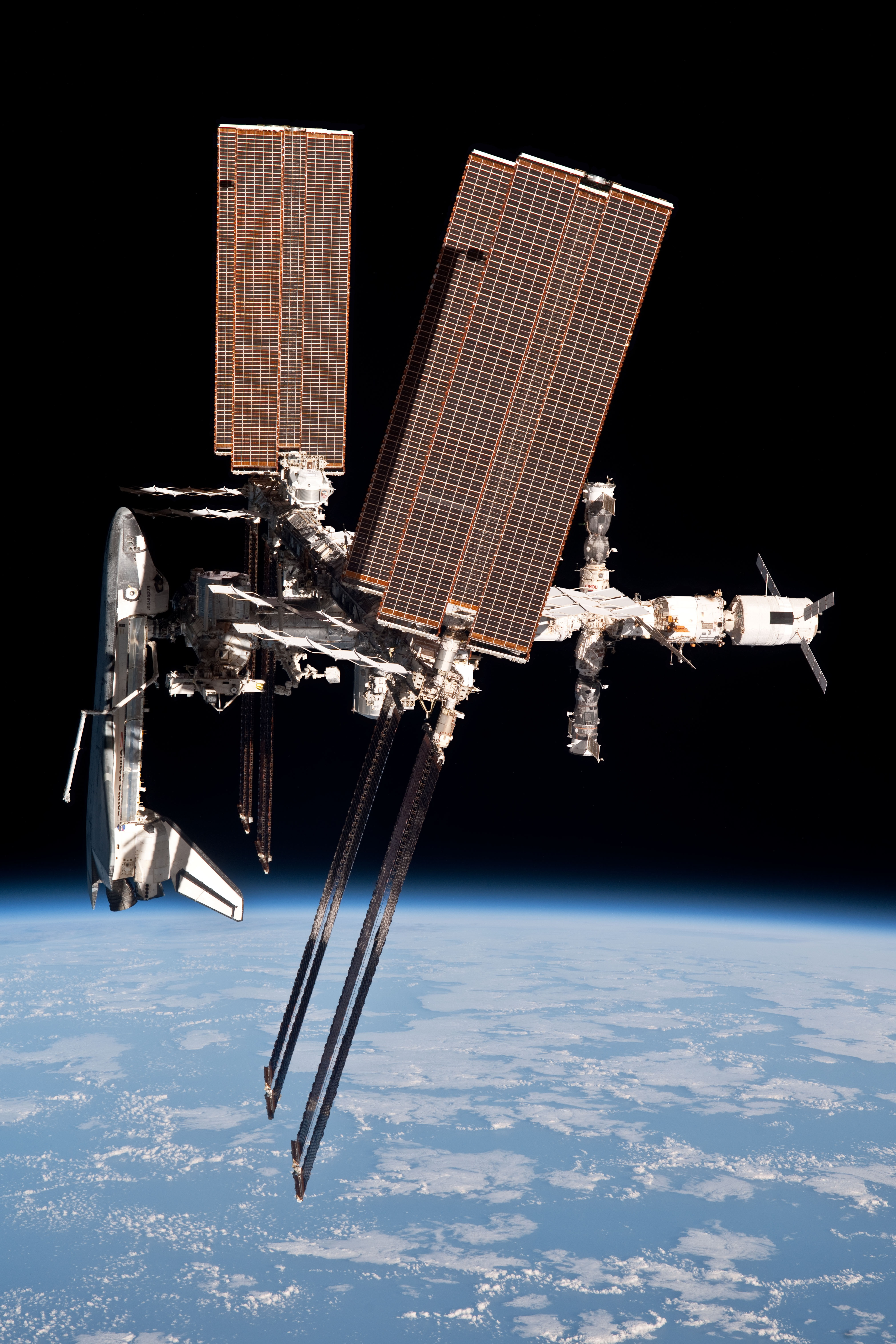
Шатл «Індевор», пристикований до МКС під час місії STS-134.

Тип орбіти, на яку виходив шатл, визначався типом місії, яку він виконував. Початковий проєкт багаторазового космічного корабля «Спейс Шаттл» передбачав створення стартової платформи для запуску комерційних і урядових супутників, причому що більше запусків здійснювалося, тим дешевшими вони мали ставати.
Під час перших місій шатли зазвичай транспортували супутники, розрахована орбіта яких визначала тип орбіти, на яку виходив шатл. Після катастрофи «Челленджера» багато комерційного корисного навантаження довелося перенести на одноразові комерційні ракети, як-от «Дельта II». Під час пізніших місій «Спейс Шаттл», хоча й продовжував виводити на орбіту комерційні вантажі, зазвичай транспортував наукові вантажі, як-от космічний телескоп «Габбл», «Спейслеб» та космічний корабель «Галілео». Починаючи з місії STS-71, орбітальний корабель здійснював стикування з орбітальною станцією «Мир». В останнє десятиліття експлуатації «Спейс Шаттл» використовували для будівництва Міжнародної космічної станції. Більшість місій передбачали перебування на орбіті від кількох днів до двох тижнів, хоча були можливі й довші місії із платформою «Орбітальний апарат із подовженою тривалістю польоту». Найдовшою місією «Спейс Шаттл» була STS-80 — вона тривала 17 днів 15 годин.

### Входження в атмосферу та посадка

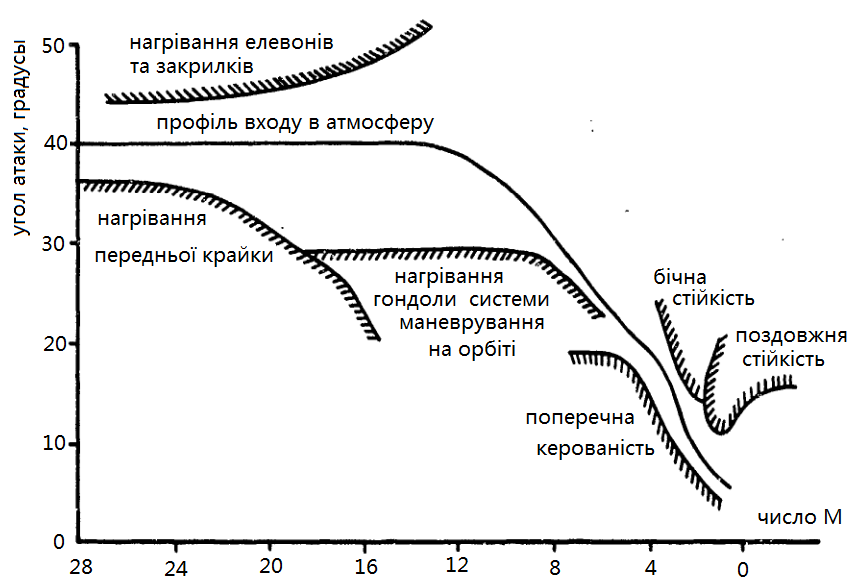
Гальмування шатла в атмосфері

Екіпаж починав підготовку корабля до входження в атмосферу приблизно за чотири години до сходження з орбіти — зачиняв двері відсіку корисного навантаження, відводив надлишкове тепло і втягував антену Ku-діапазону. Приблизно за 20 хвилин до входження в атмосферу орбітальний корабель перевертався догори ногами і на 2—4 хвилини вмикав двигуни Системи орбітального маневрування. Перед входженням в атмосферу орбітальний корабель повертався носом вперед із кутом атаки 40°, а також позбавляв палива й вимикав передні реактивні двигуни Реактивної системи керування (RCS).
Початком входження орбітального корабля в атмосферу вважалася висота 120 км, на якій він рухався зі швидкістю приблизно 25 Махів. Входження в атмосферу орбітального корабля контролював комп'ютер, який утримував його в положенні із запланованим кутом атаки, щоб запобігти перегріву Системи теплового захисту (TPS). Під час входження в атмосферу швидкість орбітального корабля регулювалася шляхом зміни величини лобового опору, який контролювався за допомогою кута атаки, а також кута крену. Крен давав змогу керувати лобовим опором, не змінюючи кут атаки. Для керування азимутом виконувалася серія реверсів крену.
У нижніх шарах атмосфери кормові реактивні двигуни Реактивної системи керування орбітального корабля вимикалися, оскільки зі збільшення тиску повітря починали ефективно працювати елерони, рулі висоти та кермо корабля. На висоті 46 км орбітальний корабель відкривав аеродинамічне гальмо на вертикальному стабілізаторі. За 8 хвилин 44 секунди до посадки екіпаж вмикав датчики даних про стан повітря і починав зменшувати кут атаки до 36°. Максимальний коефіцієнт аеродинамічної якості орбітального корабля (відношення підйомної сили до лобового опору) значно змінювався залежно від швидкості, коливаючись від 1,3 на гіперзвукових швидкостях до 4,9 на дозвукових. Орбітальний корабель наближався до одного з двох конусів вирівнювання курсу, які починалися на відстані 48 км від кінця злітно-посадкової смуги, і робив останню серію поворотів, щоб позбавитися надлишкової енергії перед посадкою. Як тільки орбітальний апарат переходив на дозвукову швидкість, екіпаж переходив на ручне керування польотом.
Фаза наближення й посадки починалася, коли орбітальний апарат перебував на висоті 3000 м і рухався зі швидкістю 150 м/с (300 км/год). Орбітальний апарат рухався з нахилом −20° або −18° і спускався зі швидкістю приблизно 51 м/с. Для підтримання постійної швидкості застосовувалося аеродинамічне гальмо. Екіпаж розпочинав маневр вирівнювання перед посадкою до нахилу −1,5° на висоті 610 м. Шасі розкладалися за 10 секунд до приземлення, коли орбітальний апарат перебував на висоті 91 м і рухався зі швидкістю 150 м/с (288 км/год). Фінальний вирівнювальний маневр зменшував швидкість зниження орбітального корабля до 0,9 м/с, а в момент приземлення його швидкість падала до 100—150 м/с (195—295 вузлів) залежно від ваги. Як тільки шасі орбітального корабля торкалося ЗПС, екіпаж розкривав парашут із вертикального стабілізатора, а як тільки швидкість зменшувалася до 72 м/с (140 км/год), вмикав гальмування колесами. Коли колеса орбітального корабля припиняли обертатися, екіпаж вимикав польотні системи й починав готуватися до виходу.

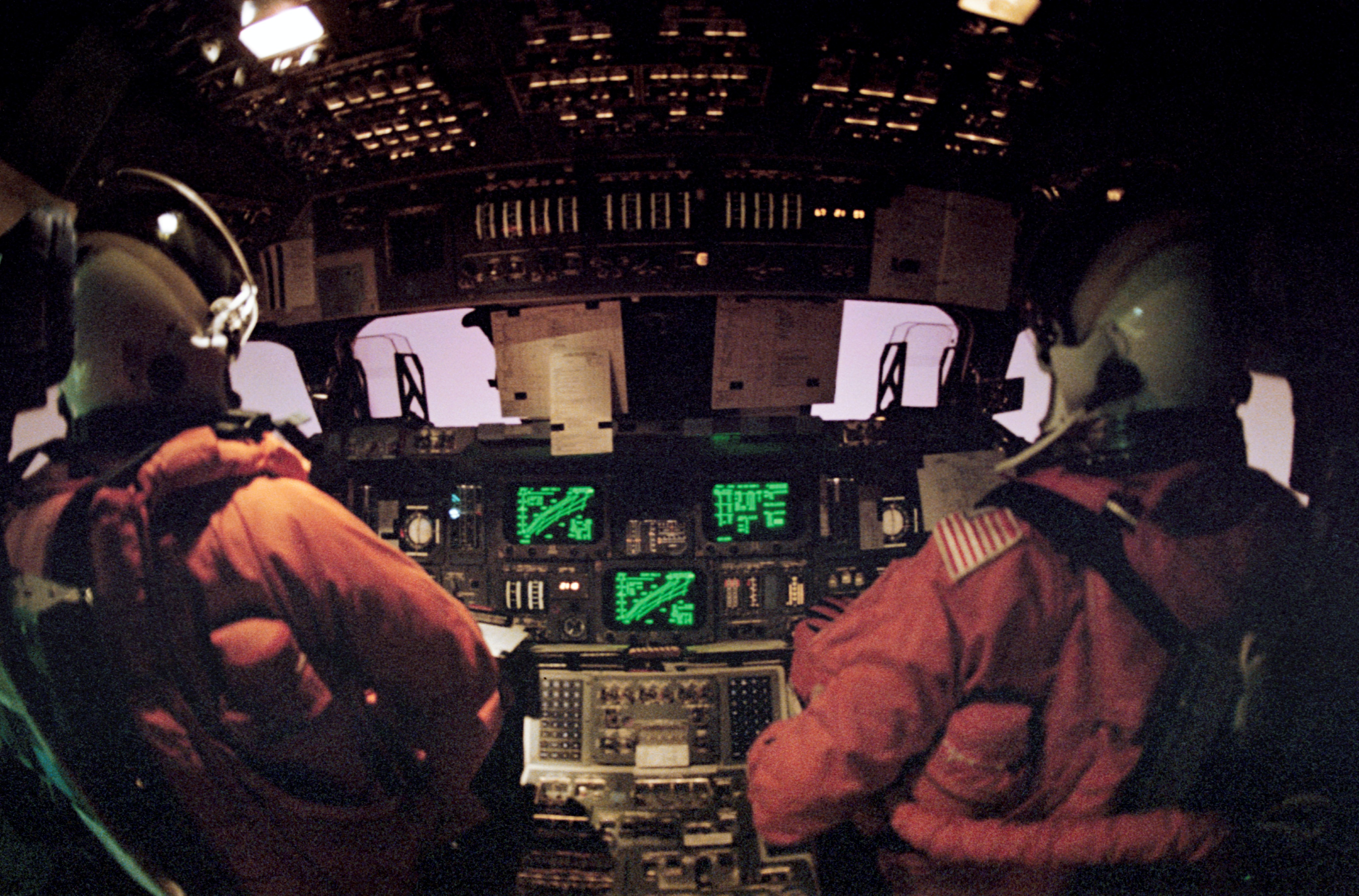
Вигляд з палуби «Діскавері» під час входження в атмосферу, місія STS-42.
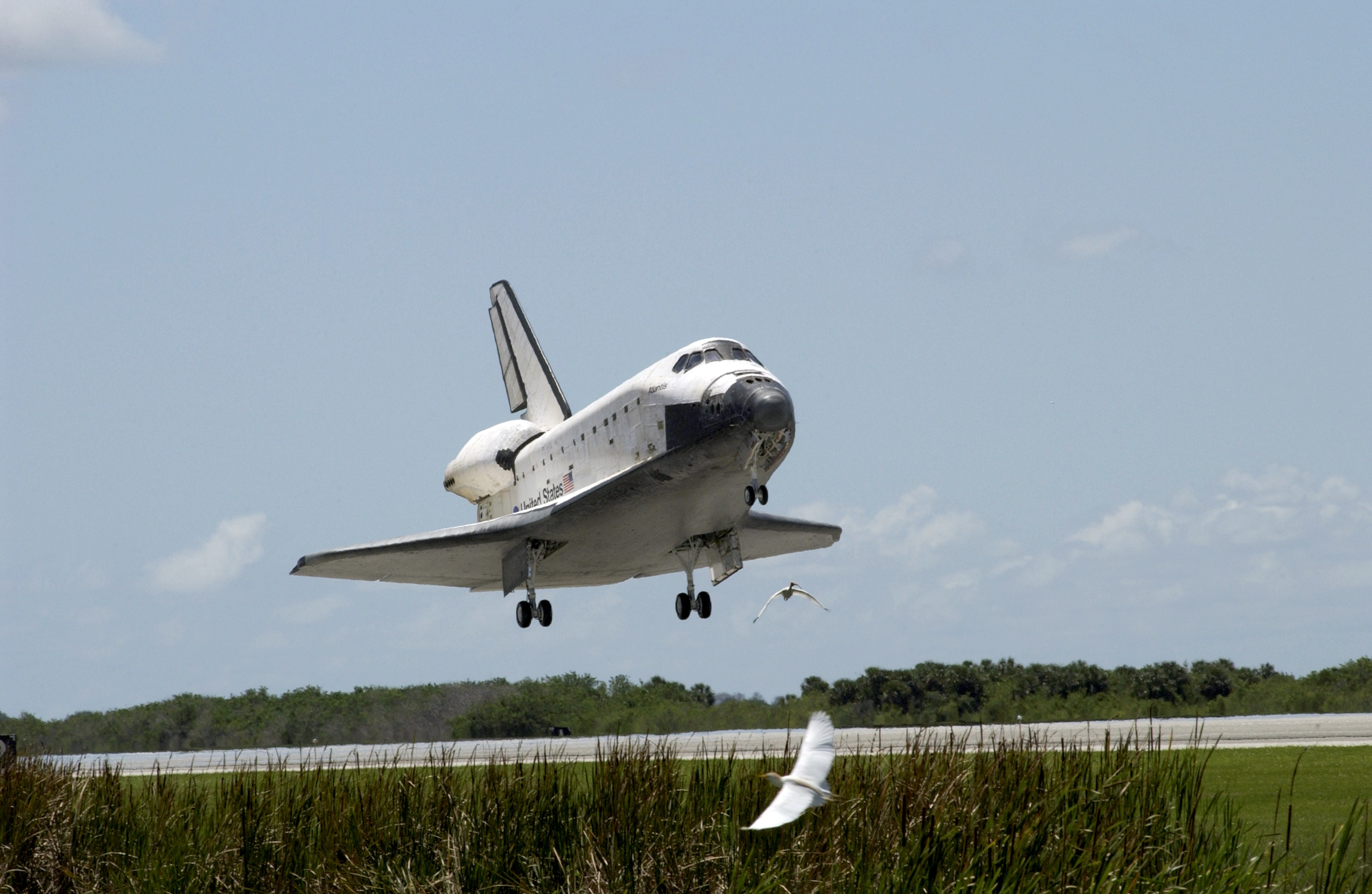
Приземлення шатла «Атлантіс», місія STS-110, 19.04.2002.
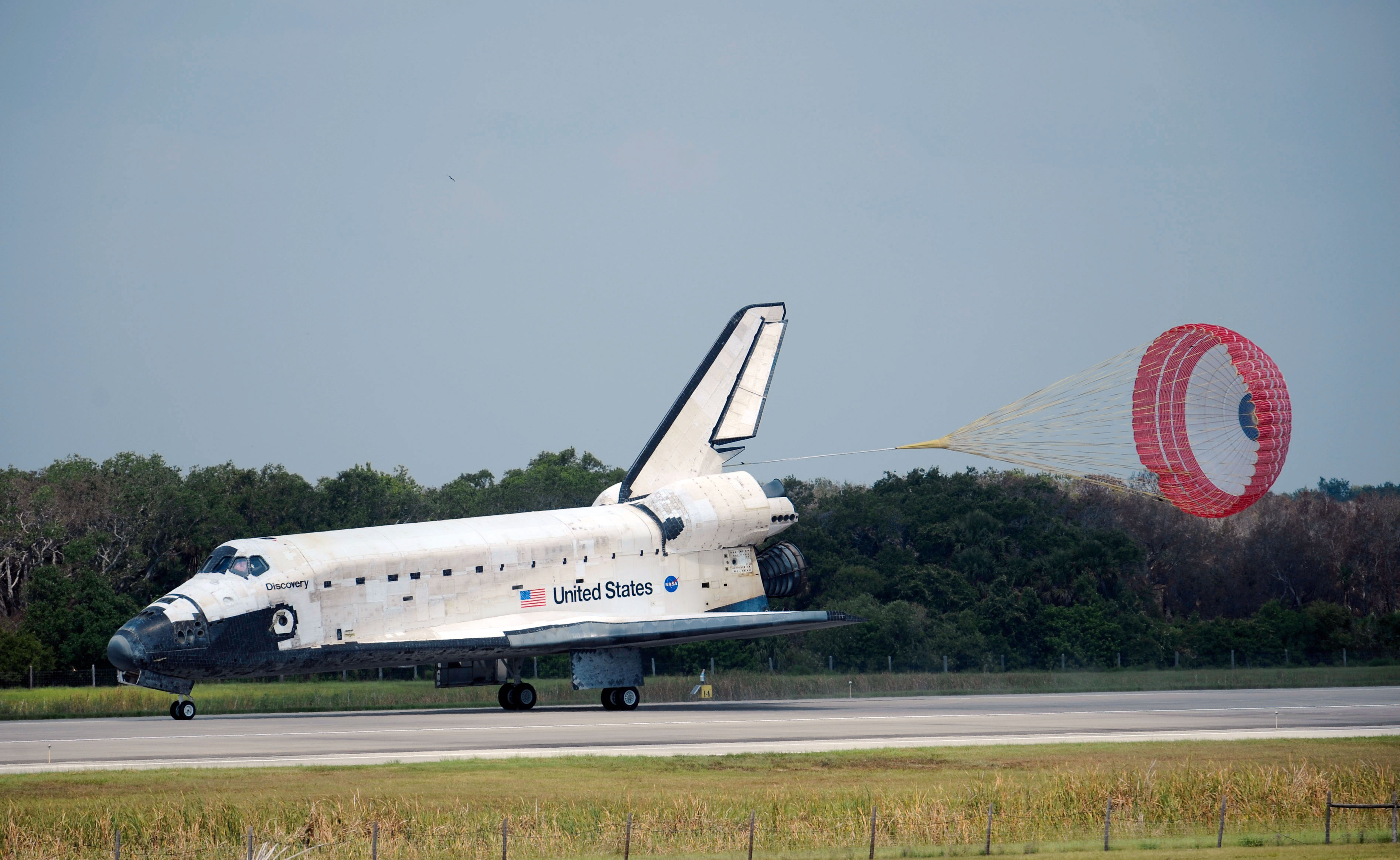
Шатл «Діскавері» розкриває гальмівний парашут після посадки, місія STS-124.

### Місця приземлень
Основним місцем приземлення шатлів був Посадковий майданчик для шатлів (SLF) у Космічному центрі імені Кеннеді (KSC): тут було здійснено 78 зі 133 успішних приземлень шатлів. Якщо погодні умови були несприятливими для приземлення, шатл мав можливість відкласти посадку або приземлитися в іншому місці. Основним альтернативним місцем була авіабаза Едвардс: на ній було здійснено 54 приземлення. Після місії STS-3 шатл «Колумбія» приземлився в космічній гавані Вайт Сендс (WSSH) у штаті Нью-Мексико, через що потребував тривалої постобробки після контакту з багатим на гіпс піском. Пізніше цей гіпс знайшли навіть в уламках «Колумбії» після катастрофи місії STS-107. Посадка на запасних аеродромах вимагала подальшого транспортування орбітального корабля на мис Канаверал за допомогою переобладнаного літака Boeing 747.
Крім заздалегідь визначених аеродромів, існувало також 85 узгоджених місць екстреної посадки, які планувалося використовувати в разі переривання польотів з різних причин, 58 з яких були розташовані в інших країнах. Місця посадки обиралися з урахуванням політичних відносин, сприятливих погодних умов, наявності злітно-посадкової смуги довжиною щонайменше 2300 м і обладнання TACAN або DME. Крім того, оскільки орбітальний апарат був обладнаний лише радіостанціями на дециметрових хвилях (UHF), міжнародні об'єкти, обладнані лише УКХ-радіостанціями (VHF), не мали б змоги контактувати безпосередньо з екіпажем. Об'єкти на східному узбережжі США були заплановані на випадок аварійної посадки в цьому районі, а кілька об'єктів в Європі й Африці — на випадок трансокеанської аварійної посадки. Ці об'єкти були підготовлені з обладнанням і персоналом, але ніколи не використовувати.

### Операції після приземлення

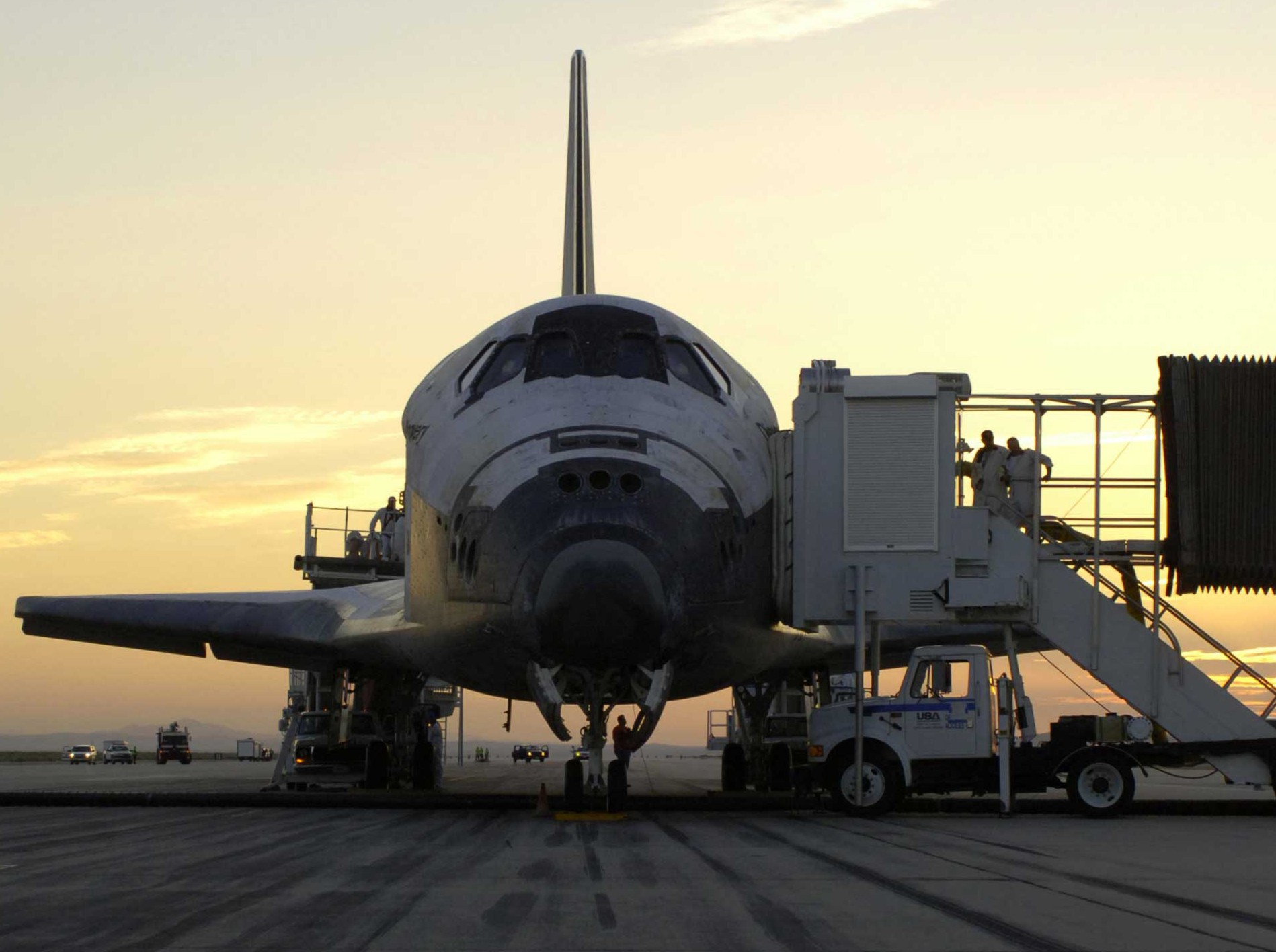
«Діскавері», здійснивши посадку після місії STS-114, готується до висадки екіпажу.

Після приземлення орбітального корабля до нього підходила команда наземного обслуговування й здійснювала перевірку безпеки. Робітники, одягнені в автономні дихальні апарати, перевіряли наявність водню, гідразину, монометилгідразину, тетраоксиду азоту та аміаку й переконувалися, що зона приземлення безпечна. Для охолодження відсіку екіпажу та обладнання, а також відведення надлишкового тепла після входу в атмосферу підключалися системи кондиціонування повітря та фреонові лінії. На борт орбітального корабля піднімався лікар екіпажу; він проводив медичний огляд екіпажу перед його виходом назовні. Після того як усі заходи безпеки було вжито, орбітальний апарат буксирували в Центр обслуговування орбітальних кораблів (OPF) для огляду, ремонту та підготовки до наступної місії. Проводилися такі операції:
- зняття та монтаж специфічних для місії складників та корисного навантаження;
- злив відходів і залишків витратних матеріалів, заправка нових витратних матеріалів;
- перевірка та, за потреби, ремонт системи теплового захисту;
- перевірка й обслуговування головних двигунів — виконувалися в спеціальні підготовчій зоні (Main Engine Processing Facility[109]) для полегшення доступу до них, оскільки передбачалося зняття їх з орбітального корабля;
- за потреби — зняття блоків Системи орбітального маневрування[en] (OMS) та Реактивної системи керування (RCS) для проведення технічного обслуговування в Комплексі споруд для технічного обслуговування та перевірки двигунів на самозаймистому паливі[en];
- здійснення будь-яких модернізацій та модифікацій у середині терміну експлуатації.

## Програма «Спейс Шаттл»
Шатли літали з 12 квітня 1981 року по 21 липня 2011 року. Упродовж програми «Спейс Шаттл» було здійснено 135 польотів, з яких 133 благополучно. Шатли використовувалися для проведення наукових досліджень, розгортання комерційних, військових та наукових вантажів, а також брали участь у будівництві й експлуатації кораблів космічних станцій «Мир» та МКС. За час свого існування шатли були єдиним американським кораблем, на якому літали астронавти і якому не було заміни аж до запуску Crew Dragon Demo-2 30 травня 2020 року.

### Бюджет програми
Загальний бюджет НАСА на програму «Спейс Шаттл» оцінюється в 221 млрд дол. США (станом на 2012 рік). Розробники «Спейс Шаттл» вбачали багаторазове використання методом економії коштів. Цей підхід зумовив збільшення витрат на розробку, але потенційне зменшення вартості кожного запуску.
Під час проєктування «Спейс Шаттл» пропозиції, втілення яких потребувала Фаза Б, виявилися дорожчими, ніж передбачали початкові оцінки під час Фази А. Керівник програми «Спейс Шаттл» Роберт Томпсон визнав, що зниження вартості виведення одного фунта корисного навантаження на орбіту не було основною метою подальших етапів проєктування, оскільки зниження витрат не давало змоги виконати інші технічні вимоги проєкту. Кошторис розробки, зроблений у 1972 році, передбачав вартість виведення одного фунта корисного навантаження на орбіту на рівні 1109 дол. США (станом на 2012 рік) за фунт, але на практиці цей показник, без урахування витрат на дослідження й розробку «Спейс Шаттл», становив 37 207 дол. США (станом на 2012 рік) за фунт.
Витрати на здійснення одного пуску варіювалися протягом усієї програми і залежали від частоти польотів, а також від досліджень, розробок і розслідувань, які проводилися в рамках програми «Спейс Шаттл». У 1982 році НАСА опублікувало оцінку у 260 млн дол. (станом на 2012 рік) за один політ, яка ґрунтувалася на прогнозі 24 польотів на рік протягом десятиліття. Вартість одного пуску з 1995 по 2002 рік, коли орбітальні кораблі та МКС не будувалися і не проводилося жодних відновлювальних робіт після втрати екіпажу, становила 806 млн дол. У 1999 році НАСА опублікувало дослідження, у якому дійшло висновку, що якщо здійснювати сім пусків шатлів на рік, витрати становитимуть 576 млн дол. (станом на 2012 рік). У 2009 році НАСА визначило, що вартість додавання одного пуску на рік становить 252 мільйони доларів (станом на 2012 рік); це вказує на те, що значна частина витрат на програму «Спейс Шаттл» припадає на персонал, який працює цілорічно, і операції, виконувані незалежно від частоти запусків.
Якщо врахувати весь бюджет програми «Спейс Шаттл», вартість одного пуску становила 1,642 млрд дол. (станом на 2012 рік).

### Катастрофи
28 січня 1986 року під час місії STS-51-L шатл «Челленджер» вибухнув через 73 секунди після пуску через відмову правого бічного прискорювача, у результаті чого загинув весь екіпаж із семи астронавтів. Причиною катастрофи стало низькотемпературне пошкодження ущільнювального кільця — критично важливого для місії ущільнювача між сегментами корпуса бічного прискорювача. Через пошкодження ущільнювального кільця гарячі продукти згоряння утворили щілину між секціями прискорювача і пропалили корпус розташованого поряд зовнішнього бака. Це запустило низку катастрофічних подій, які врешті-решт призвели до повного руйнування орбітального корабля. Інженери-конструктори неодноразово висловлювали занепокоєння з приводу відсутності доказів безпеки ущільнювальних кілець при температурі нижче 12 °C, але керівництво НАСА їх ігнорувало.
1 лютого 2003 року на етапі входу в атмосферу зруйнувався шатл «Колумбія», у результаті чого загинули всі семеро членів екіпажу місії STS-107. Руйнування шатла сталося через пошкодження армованої вуглецевої панелі передньої кромки його крила, отримані під час запуску. Інженери управління на землі зробили три окремі запити на знімки високої роздільної здатності, зроблені Міністерством оборони США, які дали б розуміння масштабу пошкоджень, а головний інженер Системи теплового захисту (TPS) НАСА попросив, щоб астронавтам на борту «Колумбії» дозволили вийти у відкритий космос і оглянути пошкодження ззовні. У перемовини втрутилося керівництво НАСА: воно зупинило передання знімків орбітального апарата, зроблених Міністерством оборони, і відхилило запит на вихід у відкритий космос. Таким чином, керівництво НАСА на той час не розглядало сценарії ремонту та/або порятунку астронавтів за допомогою шатла «Атлантіс».

### Критика програми
Часткова багаторазовість шатлів була однією з основних вимог до програми «Спейс Шаттл» на етапі її початкової розробки. Необхідність повертати й повторно використовувати орбітальні кораблі вимагала технічних рішень, які зменшували корисне навантаження, що виводилося на орбіту за один пуск. Початковий задум передбачав, що це зменшення вантажопідйомності компенсується за рахунок зниження витрат на пуск і високої частоти пусків. Однак фактичні витрати на пуск шатла виявилися вищими, ніж передбачалося спочатку, і водночас у рамках програми не вдавалося запускати заплановані 24 місії на рік.
Вихідним задумом програми «Спейс Шаттл» було створення ракети-носія для виведення супутників на орбіту, і до катастрофи «Челленджера» цей носій переважно для цього й використовувався. Ціни НАСА, які були нижчими за собівартість, були нижчими за ціни на одноразові ракети-носії; передбачалося, що велика кількість польотів шатлів компенсує початкові великі фінансові втрати. Удосконалення одноразових ракет-носіїв і відмова від виведення на орбіту комерційного корисного навантаження на «Спейс Шаттл» призвели до того, що основним варіантом розгортання супутників стали одноразові ракети-носії. Ключовим замовником «Спейс Шаттл» було Національне розвідувальне управління (NRO), відповідальне за супутники-шпигуни. Існування зв'язку програми «Спейс Шаттл» з NRO було засекречено до 1993 року, а таємні міркування щодо вимог NRO до корисного навантаження призвели до недостатньої прозорості програми. Реалізація запропонованої програми «Шаттл — Центавр», скасованої після катастрофи «Челленджера», вивела б космічний корабель за межі його експлуатаційних можливостей.
Катастрофи «Челленджера» й «Колумбії» показали, що польоти на космічних кораблях «Спейс Шаттл» небезпечні і здатні призвести до загибелі екіпажу. На відміну від кораблів програм «Аполлон» і «Союз», у яких були передбачені аварійні капсули, конструкція орбітального корабля «Спейс Шаттл» обмежувала можливості аварійного завершення польоту: воно вимагало пілотованого повернення орбітального корабля до злітно-посадкової смуги або надання екіпажу можливості самостійно покинути корабель.
У початкових дослідженнях безпеки, оприлюднених інженерами й керівництвом НАСА, прогнозувалася ймовірність катастрофічної аварії, яка призвела б до загибелі екіпажу, у діапазоні від 1 на 100 запусків до вкрай малоймовірного 1 на 100 000. Після втрати двох орбітальних кораблів початково визначені ризики переоцінили, і було встановлено, що ймовірність катастрофічної втрати корабля й екіпажу становить 1 до 9. Керівництво НАСА після цього критикували за те, що воно заради збільшення частоти польотів йшло на підвищення ризику для екіпажів. У звітах щодо катастроф «Челленджера» й «Колумбії» зазначалося, що безпека екіпажів шатлів стала заручником культури НАСА, за якої потенційні ризики польотів оцінювалися не об'єктивно.

### Виведення з експлуатації

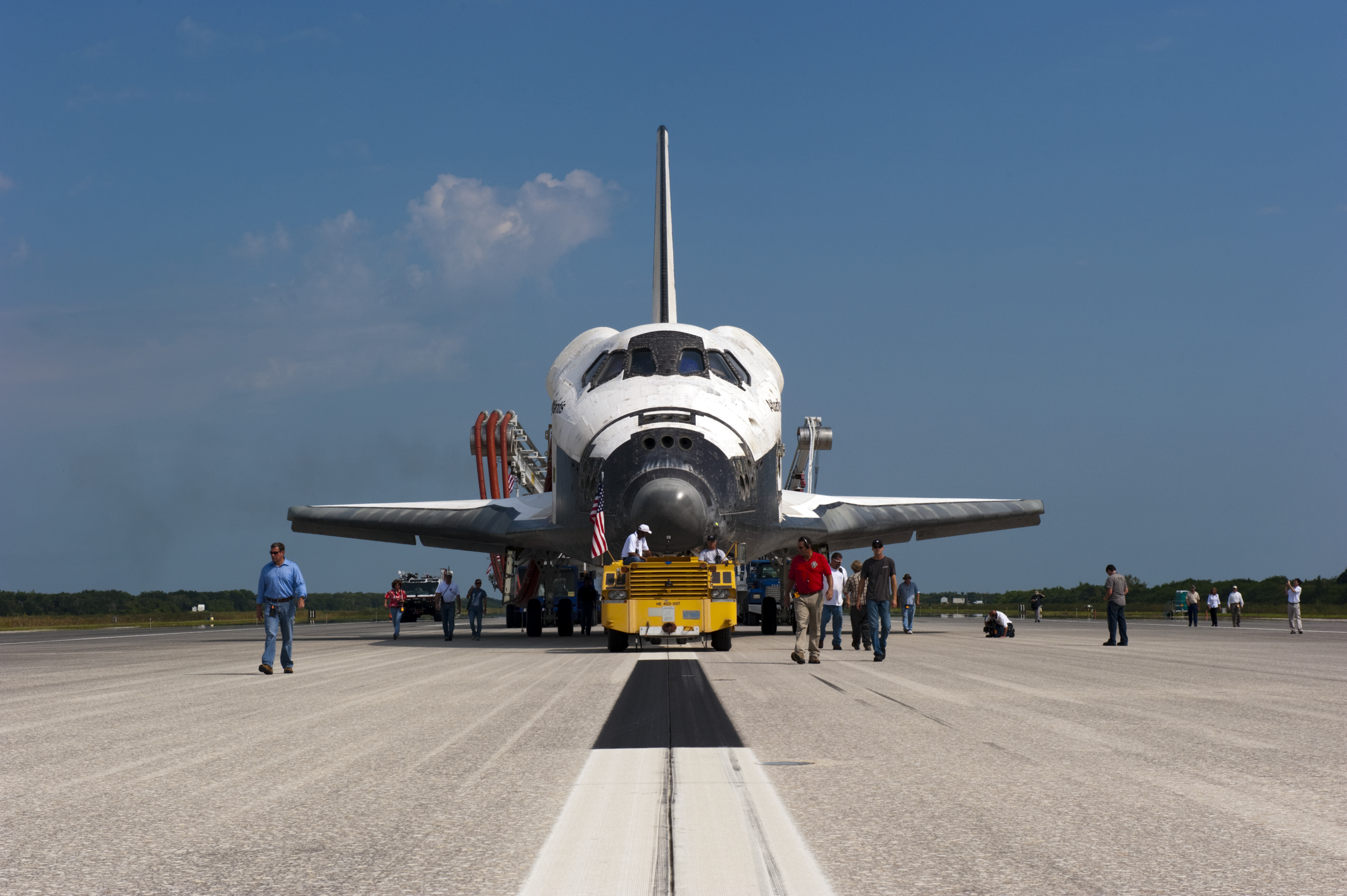
Шатл «Атлантіс» після останньої посадки, яка ознаменувала кінець програми «Спейс Шаттл».

Про закриття програми «Спейс Шаттл» було оголошено в січні 2004 року. Президент Джордж Буш оголосив про свою «Концепцію освоєння космосу» (Vision for Space Exploration), яка передбачала виведення шатлів з експлуатації після завершення будівництва МКС. Для забезпечення належного будівництва МКС партнери — учасники програми в березні 2006 року визначили, що необхідні ще 16 монтажних місій. У жовтні 2006 року була затверджена ще одна додаткова місія — обслуговування космічного телескопа «Габбл».
За початковим планом, останньою місією «Спейс Шаттл» мала стати STS-134. Однак через катастрофу «Колумбії» до запуску були підготовлені додаткові орбітальні кораблі — на випадок потреби в рятувальній місії. Оскільки до останнього запуску за потреби вже встигли підготувати шатл «Атлантіс», у вересні 2010 року було ухвалено рішення, що він здійснить місію STS-135 з екіпажем із чотирьох осіб, який у разі надзвичайної ситуації матиме залишитися на МКС. Запуск STS-135 відбувся 8 липня 2011 року, а 21 липня 2011 року о 5:57 ранку за середньоєвропейським часом (09:57 UTC) «Атлантіс» приземлився на злітно-посадковій смузі Космічного центру імені Кеннеді. Відтоді і аж до 30 травня 2020 року, коли був запущений Crew Dragon Demo-2, США були змушені запускати своїх астронавтів на борту російських кораблів «Союз».
Кожний орбітальний корабель після останнього польоту спеціальним чином обробляли, щоб зробити безпечним для експонування. Основну небезпеку становили Система орбітального маневрування (OMS) і Реактивна системи керування (RCS), оскільки в них використовувалися токсичне гіперголічне паливо. більшість їхніх компонентів повністю видаляли, щоб запобігти виділенню небезпечний газів.
Нині «Атлантіс» виставлений у Комплексі для відвідувачів Космічного центру імені Кеннеді у Флориді, «Діскавері» — у Центрі Стівена Удвара-Газі у Вірджинії, «Індевор» — у Каліфорнійському науковому центрі в Лос-Анджелесі, а «Ентерпрайз» — у Музеї моря, повітря й космосу «Інтрепід» у Нью-Йорку. Компоненти шатлів були передані Повітряним силам США, представникам програми розвитку МКС, а також урядам Росії та Канади. Їхні двигуни були зняті для використання в Системі космічних запусків (SLS), а для демонстрації були прикріплені запасні сопла RS-25. 
Найбільше польотів — 39 — здійснив шатл «Діскавері». За 30 років експлуатації п'ять шатлів здійснили 135 польотів. Загалом усі шатли здійснили 21 152 витка навколо Землі і подолали 872,7 млн км. На шатлах у космос було піднято 1,6 тис. тонн корисного навантаження. У космос на шатлах злітали 355 астронавтів і космонавтів.

## Цікаві факти
- Перший старт шатла відбувся якраз у двадцяту річницю старту Гагаріна — 12 квітня 1981 року. Це був перший в історії світової космонавтики випадок польоту корабля нового типу відразу із екіпажем, без попередніх безпілотних запусків. Справа у тому, що шатл без людини на борту не міг приземлитися.